# 時刻表

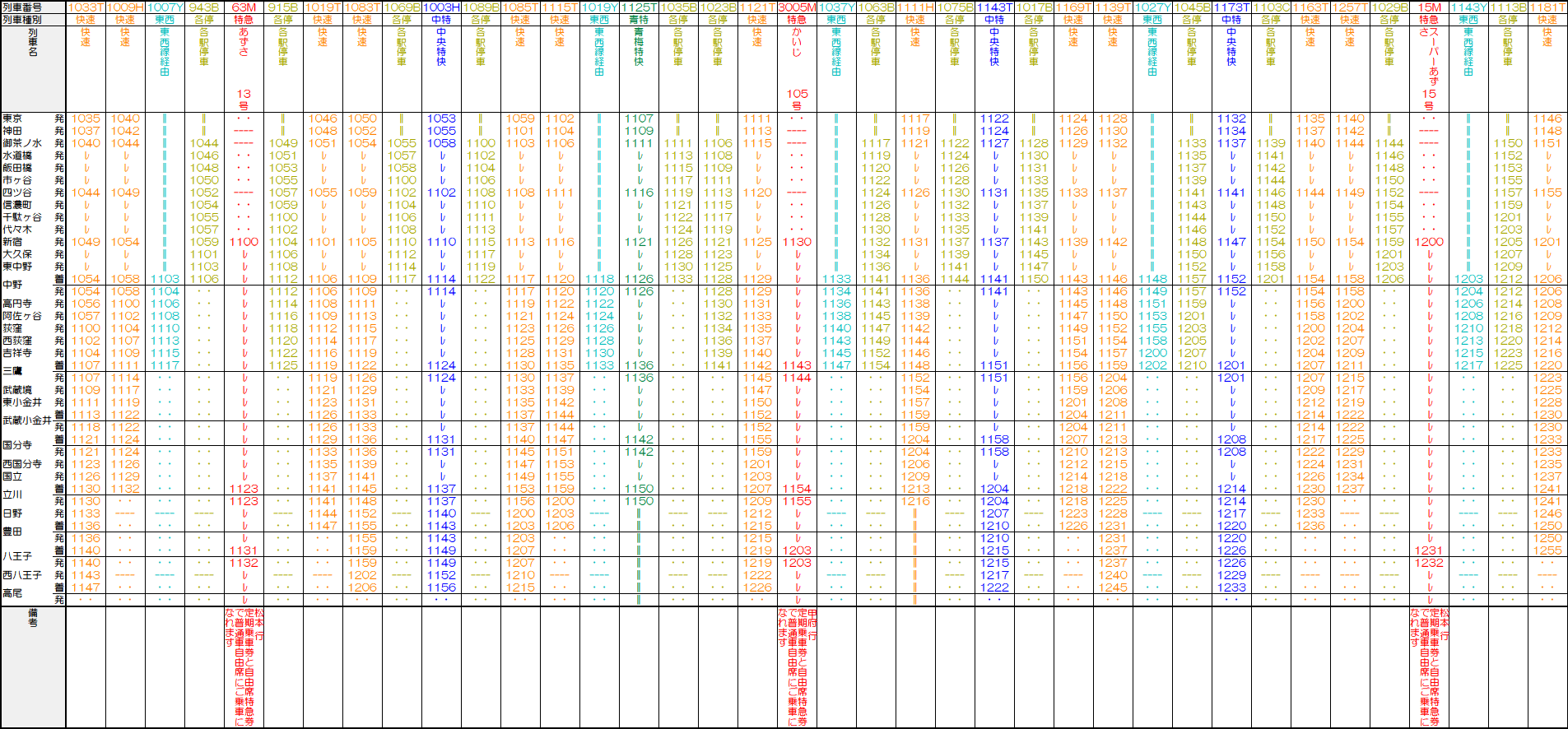
東日本旅客鉄道 中央本線の時刻表（東京 - 高尾間 下り 平日 2009年3月14日改正 部分）

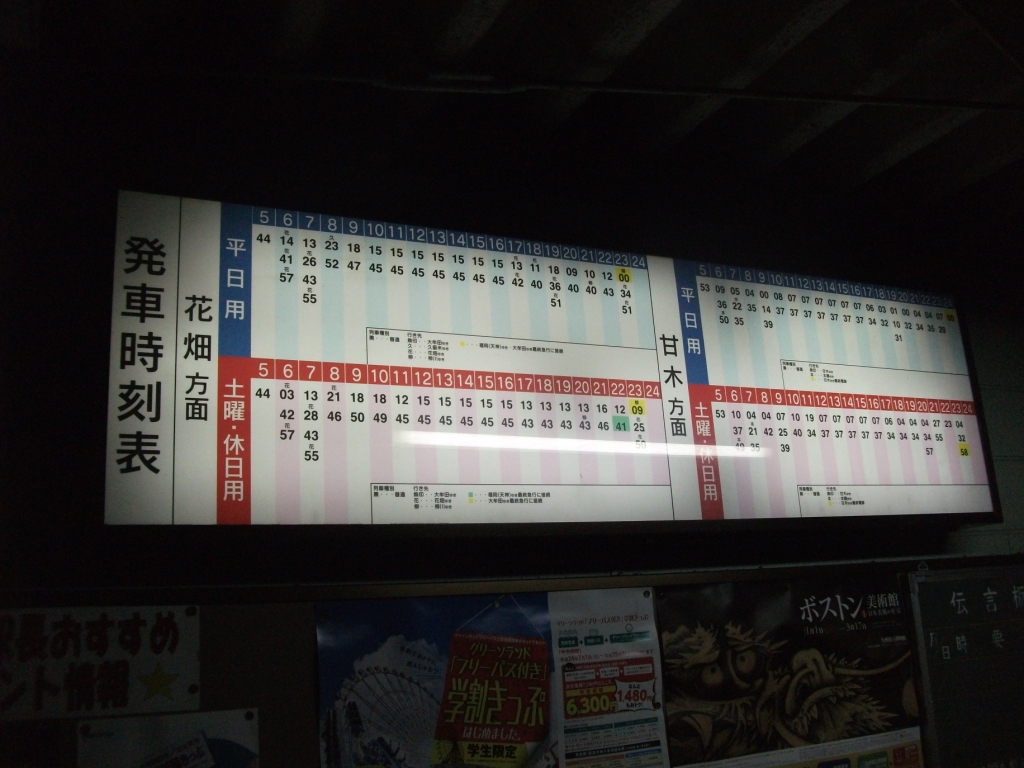
プラットホーム掲示の時刻表の例（西日本鉄道 甘木線大城駅）。夜間にも見やすいよう、蛍光灯照明の行灯式となっている。

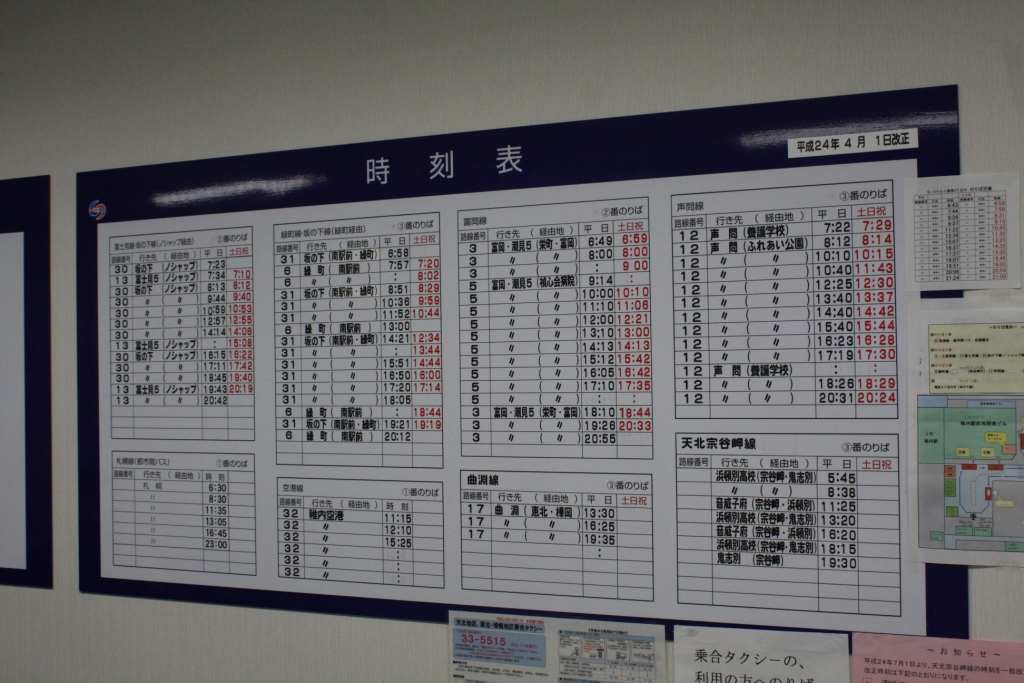
バスターミナルにおける時刻表の例（宗谷バス稚内ターミナル待合所内に掲示）

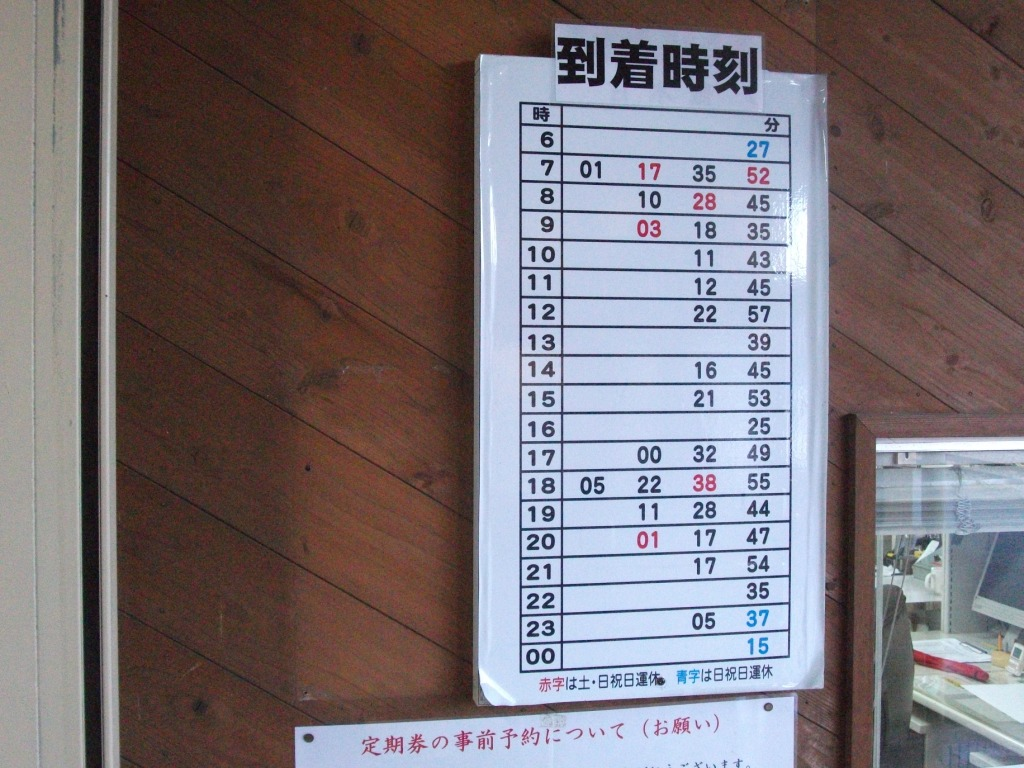
終着駅における到着時刻表の例（甘木鉄道甘木駅に掲示）

時刻表（じこくひょう）とは、鉄道や路線バス・高速バス、旅客機、旅客船など公共交通機関の運転時刻をまとめた表、およびその表を多数掲載した冊子などのことである。

## 概要
時刻表には一般に公共交通機関の運行系統上のある一地点（駅・停留場、バス停、港、空港）における発着便の出発時刻を時系列的にまとめたものと、運行系統全体における各運行便の出発地や中継地、到着地となる各地点・施設（駅・停留場、バス停、港、空港）の発着・通過時刻を図表に網羅的にまとめたものとがある。現代の日本語では「運転時刻をまとめた表」と「その表を多数掲載した冊子」の両方を「時刻表」と呼んでいる。日本でも冊子を「旅行案内」と呼ぶのが一般的な時代もあった。世界には表と冊子に別の語をあてる言語もある。そのような言語について、本記事に付してある他言語版へのリンク（ウィキデータ）は「運転時刻をまとめた表」を示す語を指している。「その表を多数掲載した冊子」を示す語との対照は次のとおり。
| 言語       | 運転時刻をまとめた表 | その表を多数掲載した冊子                          |
| ---------- | -------------------- | ------------------------------------------------- |
| ドイツ語   | Fahrplan             | Kursbuch                                          |
| オランダ語 | Dienstregeling       | Spoorboekje（鉄道の場合） Busboekje（バスの場合） |

## 航路時刻表

### 日本
『海の時刻表』
発行者は関西旅客船情報センター。B6判。関西を発着する旅客船の運航会社などで構成する近畿旅客船協会内の同センターが、年1回10月に発行し、掲載航路の船内や乗り場で無料配布するほか、送料180円で郵送も行う。またダウンロードも可能。近畿運輸局、中国運輸局、四国運輸局及び神戸運輸監理部が監修。1989年7月創刊。2015年1月発行の第50版（84ページ）までは『海の時刻表-関西発着-』の題名で関西発着航路を掲載していたが、同年7月発行の第51版から掲載範囲を中国・四国に拡大し94ページとなった。2020年1月発行の第60版までは年2回（1月、7月）発行されていたが、同年7月に予定されていた第61版の発行が10月に遅延し、以後毎年10月の年1回発行となった。掲載範囲は、阪神港、和歌山港、舞鶴港及び敦賀港を発着する内航及び外航のフェリー航路、神戸-関空ベイ・シャトル、ユニバーサル・シティ・ポート発着・大阪水上バスなど大阪市内の周遊航路、神戸港・福良港発着の周遊航路、琵琶湖周遊航路、天橋立観光船、伊根湾めぐり遊覧船といった定期航路のほか、第51版からは本州と四国を結ぶ航路の一部、小豆島航路の一部、宮島航路、徳山港・松山港・八幡浜港から九州を結ぶ航路が掲載されている。なお、中部運輸局管内となる敦賀港発着のフェリーが掲載されている反面、大阪市営渡船や玄武洞の渡し船、小豆島・宮島・屋代島（周防大島）を除く瀬戸内海の離島航路は掲載されていない。巻頭の予約・乗船手続の説明は日本語、韓国語、英語及び中国語でも掲載。その他は日本語のみで掲載。2011年7月発行の第43版から第50版まで、表紙デザインには掲載航路の実写画像をバックとしたセーラー服姿の少女のイラストが用いられており、いわゆる萌えおこしとなっていた。
『九州フェリーガイド 海の時刻表』
発行者は九州旅客船協会連合会。B6判、九州の旅客航路事業者の任意団体である九州旅客船協会連合会が年1回6月に発行し、九州各県と山口県、愛媛県、沖縄県の各トラック協会や掲載航路の乗り場などで配布する。九州運輸局が監修。2008年創刊。2022年版は本文23ページに28航路を掲載。「フェリーガイド」の名のとおり旅客船兼自動車渡船のみの掲載で、旅客のみを扱う高速船などは掲載されていない。連合会会員のうち掲載に賛同する事業者のみの掲載であり、離島航路は対馬、壱岐島、五島列島、天草諸島、甑島、奄美群島、沖縄島関係のみ掲載。
『フェリー・旅客船ガイド』
発行者は日刊海事通信社。廃刊。B5版、年2回（4月下旬・10月下旬）発行で価格は6500円（税別）。2014年10月発行の2014年秋季号は736ページ。監修は国土交通省海事局内航課で、一般社団法人日本旅客船協会が協力していた。日本国内の全てのカーフェリーと主要旅客航路、遊覧船、レストラン船の時刻、運賃を記載。また、日本発着の国際航路の時刻、運賃も記載されていた。巻末には標準運送約款やバリアフリー対応状況が掲載されていた。別冊付録として『内航RORO船ガイド』が発行され、版元から直接購入する場合は希望に応じ無料添付された。2017年秋季号をもって廃刊となった。版元の日刊海事通信社は2018年1月に社長が逝去し、同年3月30日をもって出版事業を廃止、7月31日に破産開始決定を受けた。

## 航空時刻表

### 国際版
『OAG Flight Guide Worldwide』
発行者はOAGアビエーション・ワールドワイド社。月刊。定価27,000円（日本版）。
『ABC World Airways Guide』
発行者はABCトラベルガイズ社。1996年まで。

### 日本
日本航空（JAL）、全日本空輸（ANA）、スカイマーク、AIRDO（エア・ドゥ）、ソラシドエア、スターフライヤーの各社とも冊子型の時刻表を無料配布していたが、2023年までにすべて、発行を取りやめた。
JALは1951年創刊の国内線冊子と1954年創刊の国際線冊子が別立て、ANAは通常の国内線と国際線併載の冊子（国内線版として1954年創刊）の他に国際線だけの冊子が存在していた。また、ANAは『ANAサービスガイド』（2012年10月創刊）、AIRDOとソラシドエア、スターフライヤーはフライトガイド、もしくはサービスガイドという形で営業案内部分を分離した。しかし、スターフライヤーは2020年夏ダイヤ版、ANAは2020年12月1日から2021年1月31日の掲載期間を最後に、JALも国内線は2021年3月28日から5月31日、国際線は2020年10月25日から2021年3月27日の掲載期間を最後に、それぞれ冊子の時刻表の製作を終了した。
基本的には月刊だが、2カ月纏めて1冊となったり繁忙期は別冊子となったりすることもあった。国際線の冊子は国内線よりは発行スパンが長い（だいたい3-4カ月に1回程度）。
2000年代以降は航空運賃の多様化に伴い時刻表冊子のページ数は増える傾向にあり、ANAでは発行後に運賃の変更があっても対応が追い付かないとして2012年10月号から運賃の掲載を廃止した。
なお2006年より数年ほどJALは『JAL国内線空港アクセスガイド』、ANAは『ANA国内線の達人』というタイトルで「空港アクセスのバス・電車・船舶の時刻表」をだいたい3カ月に1回の割で発行していた。さらにJALでは、2010年1月19日の会社更生法適用申請に伴うリストラで、貨物便の自社運航便が全廃される前は『貨物便時刻表』を国内線、国際線の2分冊で発行していた。
『Fuji Airways Guide』
発行者はフジインコーポレッド。国際線・国内線総合航空時刻表が月刊で発売されている。1964年創刊。B5判96ページ、価格380円（税込）。
『航空時刻表』
発行者は創美社。手帳サイズの冊子型時刻表が月刊で発行されている。1967年に創刊され、「ひとめでわかる空港別全国総合版」をうたい、空港別に路線ごとに時刻が掲載されている（ただし、羽田発着路線は巻頭にまとめられているほか、一部地方路線とコミューター航空は非掲載）。定価は240円だが、羽田・伊丹・関西・神戸の各空港と東京モノレール浜松町駅で無料配布されている。
『JTB国際線時刻表』
発行者は株式会社JMC。月刊で発行されていた。『JTB時刻表』（#JTBパブリッシング発行）の国際線と同じ掲載内容で、成田国際空港及び関西国際空港のアクセス列車（京成電鉄のスカイライナー及び南海電鉄のラピート）の時刻も掲載されていた。B5判。2021年3月号限り販売終了。

## バス時刻表

### 北アメリカ
『Russell's Official National Motor Coach Guide』
発行者はラッセルズ・ガイド社。価格27アメリカドル（通信販売でのアメリカ内向け送料込み価格）／12アメリカドル（自社サイトでの電子版価格）グレイハウンドなどのアメリカ合衆国及びカナダの都市間バスの月刊時刻表。巻頭にはThe Official Bus Guideの別称も記載されている。239×215mmの判型の無線綴じ216ページ。1927年創刊。カナダ部分は24時間制表示だが、アメリカ合衆国部分は12時間制で、午前は細字（11 00=午前11時）、午後は太字（11 00=午後11時）で示している。2昼夜以上走る路線でも出発から何日目かの表示はなく、時刻を読んで判断する必要がある。バス会社によっては休憩停車（rest stop）をコーヒーカップの印で、食事停車（meal or lunch stop）をナイフとフォークの印で示している。個々の表の更新した時期を「2-28-12」（2012年2月28日）のように示しているが、20年近く更新されていないものもある。古い表は現状と異なる可能性があるため注意が必要。1年に1回「Map Supplement」と題する路線図が発行され、定期購読者に無償添付されるほか、それだけ単独購入することも可能。
『Official Canadian Bus Guide』
発行者はラッセルズ・ガイド社。価格15アメリカドル（通信販売でのアメリカ国内向け送料込み価格）／6アメリカドル（自社サイトでの電子版価格）。廃刊。発行していたカナダの都市間バスの隔月刊時刻表で、カナダについてはRussel's Official National Motor Coach Guideでは省略されている路線も掲載されていたほか、カナダに隣接するアメリカ合衆国北部も掲載されている。239×215mmの判型の無線綴じ。2018年3月/4月号限り廃刊。1年に1回「Map Supplement」と題する路線図が発行され、年間購読者に無償添付されるほか、それだけ単独購入することも可能だった。

### 日本
『登山バス時刻表』（『山と渓谷』別冊付録）
発行者は山と渓谷社。『登山・ハイキング バス時刻表』として山と渓谷社から独立刊行されていたが、『登山バス時刻表&アクセスマップ』の題名で発行された2007〜08年版を最後に休刊。登山客向けのバス時刻表。関東版と関東版があり、B6判で価格は東日本版が1470円、西日本版が1260円。山の名前で索引できるなどの特徴があった。その後、月刊『山と渓谷』の別冊付録として制作されており、2021年以降は毎年11月号の別冊付録として『登山バス時刻表』が発行されている。
『高速バス時刻表』
発行者は交通新聞社。1990年創刊、A4変形版で価格は1153円（税込）。年2回発行（7月・12月発売）。日本全国の高速バスの路線・運賃・時刻が詳しく掲載されていた。2013年8月に高速ツアーバスから転換したいわゆる新高速乗合バスは本文には掲載せず、事業者・路線一覧のみを巻頭に掲載。この点は『JR時刻表』も同じスタンスを取っていた。2020年12月に発売された「2020〜21年冬季号」をもって休刊となった。

岩手県交通の時刻表
盛岡管内にて1冊100円で発行、A6判。2006年4月1日改正のものは全218ページ。他の地区については不明。
十和田観光電鉄の時刻表
かつては、200円分使用できる乗車券つきの冊子型時刻表を1冊100円で販売していた。現在は、有料無料を問わず冊子型時刻表は配布しておらず、B4判程度の両面刷り時刻表を無料配布する。
宮崎交通の時刻表
2005年まで冊子型時刻表を販売しており、A5判210円で、全路線を網羅していた。現在は発行していない。
羽後交通の時刻表
営業所や各バスセンター等の案内所にて販売。2020年4月改訂時点では1冊50円であった。
『しまてつ便利帖』
発行者は島原鉄道。150円、A6判。実質的にはバスが主体の時刻表となっている。路線バス時刻表のほか、島原鉄道線の時刻表やフェリー時刻も掲載されている。
道南バスの時刻表
苫小牧市営バスが発行していたものを引き継ぎ、「苫小牧市内路線バス時刻表」として市営バスからの引き継ぎ路線を掲載し、毎年3月下旬に苫小牧市内で全戸配布される。移譲当初は「苫小牧市移譲路線時刻表」の名称で配布しており、体裁は市営バス時代と変わらずA4判オールカラーであった。それ以外の路線の時刻表は、改正毎にバス車内と窓口で無料配布する。
函館バスの時刻表
改正毎（概ね毎年2回、4月と10月）に配布。2004年4月1日改正で配布されたものはA6判で154ページ。津軽海峡フェリー大間ターミナルの窓口付近にて、2020年4月改正の時刻表が配布されていた。
青森市営バスの時刻表
改正毎に配布。2010年12月4日改正で配布されたものはA6判で156ページ。
八戸市営バスの時刻表
改正毎に配布。旭ヶ丘営業所のほか一部の乗車券等販売所、市内の公共施設や一部の医療機関にて配布。
南部バスの時刻表
改正毎に配布。営業所のほか、ラピア乗車券発売所、八戸駅観光案内所、市内の一部公共施設や一部医療機関などにて配布。
弘南バスの時刻表
改正毎に配布。A4版程度の大きさ。弘南バスの案内所ほかにて配布。
秋田中央交通の時刻表
改正毎に配布。2011年10月1日改正で配布されたものはA6判で132ページ。
福島交通の時刻表
年2回（4月・10月）に配布。B6判。県北版と県南版があり、どちらもおよそ200ページと本格的なものであった。県北版には飯坂線電車の時刻も記載。2000年代後半より方面別のチラシ型時刻表となる。2010年頃からは福島交通の公式サイトで全時刻表のPDFファイルをダウンロードできるようになった。
富山地方鉄道の時刻表
1996年頃よりチラシ型の系統別時刻表を配布していたが、2009年5月に冊子型の配布を再開。A6判129ページ。年1回の改正時（主に4月）のみ発行。富山地鉄中央バス（現：富山地鉄北斗バス）の路線も区別なく掲載していたが、高速バス及び季節路線（夏山バス）やコミュニティバスなどの受託路線は掲載していない。また鉄軌道路線については別途時刻表を発行している。
北陸鉄道の時刻表
不定期発行。武蔵ヶ辻発と金沢駅発の発車時刻表を配布、ともに52ページ。
三重交通の時刻表
改正毎に配布されていた。B5判で、各営業所毎に別冊子となっていた。2002年以降は発行されていない。
岩国市交通局の時刻表
改正毎（概ね毎年1回）に配布。総合支所が管轄する各地域バスは対象外。
防長交通の時刻表
改正毎（概ね毎年1回）に配布。縦18センチ、横9センチ。最新版は全46ページ。
『山口県宇部市・山陽小野田市共通バス時刻表』
発行者は宇部市交通局他。概ね年1回配布。従来宇部市交通局が配布していた冊子型時刻表の体裁を引き継ぎ、2006年より同交通局の路線に加えて宇部市生活交通バス及び船木鉄道・サンデン交通の高速バスを含む両市内乗り入れ路線並びに福岡・山口ライナー・ふくふく天神号の時刻を掲載し、宇部市総合政策部が主体となり両市及び各社局共同で制作・発行。各社局の案内所並びに両市の市役所・公民館等の行政施設及び商業施設、宇部市営バスの車内等で配布。2012年4月発行のものはA6判84ページ。
サンデン交通の時刻表
改正毎配布。東駅の本社でのみ配布。A5判70ページ。
一般社団法人高知県バス協会の時刻表
概ね年1・2回配布。2024年10月発行のものは縦16.4センチ横9センチで299ページ。高知県バス協会加盟バス会社の時刻、とさでん交通の路面電車の主要時刻を掲載。
亀の井バスの時刻表
改正毎（概ね毎年1回）に配布。2014年4月の改正で配布されたものはA5判48ページ。2008年までは有料（50円）であった。
大分交通の時刻表
改正毎（概ね毎年1回）に配布。2008年4月の改正で配布されたものはB5判196ページ。近年は「別府市内路線バス時刻表」のみ発行。改正毎（概ね毎年1回）に配布。2014年5月に配布されたものはA5判92ページ。観光客や留学生のために多言語対応となっている。
長崎自動車の時刻表
改正毎（概ね毎年1回）に配布。2013年4月の改正で配布されたものはB6判272ページ。2013年度版からグループ会社のさいかい交通の時刻表が割愛された。
長崎県交通局の時刻表
改正毎（概ね年1 - 2回）に配布。2013年4月の改正で配布されたものはB6判204ページ。
対馬交通の時刻表
改正毎（概ね年1 - 2回）に配布。2013年10月の改正で配布されたものはA4判横綴じ16ページ。対馬市営バスの時刻も掲載。
九州産交バスの時刻表
かつては交通タイムズ社が『産交バス全線時刻表』を季刊で発行していた。2012年4月から『九州産交グループ総合時刻表』を隔月刊で発行（偶数月発行）。A4判100円だったがのちに無料化した。2015年2月時点ではA5判横長となった。収録内容は観光路線・高速路線のみ（宮崎 - 新八代間のB&Sみやざき号は非掲載）でオールカラー。
一般社団法人沖縄県バス協会の時刻表
年1回配布。沖縄県バス協会が制作していることから、那覇市久茂地の同協会事務所（それまで入居していた那覇バスターミナルの建て替えに伴い2015年3月移転）での配布が中心だが、各バス会社や那覇空港1階の沖縄観光コンベンションビューロー案内所でも配布されることがある。ダイヤ改正が行われた場合は、改正路線の新ダイヤが当該バス会社で配布される。2013年版まで『バス運行時刻表』の題名で沖縄本島4社（沖縄バス、琉球バス交通、那覇バス及び東陽バス）の時刻表が掲載されていたが、2014年春には、沖縄本島の路線図、系統一覧、那覇バスターミナル案内図に加え、従来掲載されていなかった伊江島（夏期間ダイヤのみ）、宮古島（池間島及び来間島を含む）、伊良部島及び石垣島の路線図・時刻表、西表島の路線図（時刻表は西表島交通公式ウェブサイトのURLを示すことで省略）が掲載されたものの、本島4社の時刻表は非掲載の『BUS Guide Book』が発行された。さらに同年秋には、その内容に本島4社の時刻表も追加した『バス運行時刻表』が発行された。
WILLER EXPRESSの時刻表
不定期発行。2014年7月31日から2015年1月4日までのものは全56ページ。
オリオンバスの時刻表
かつてツアーバスの旅行企画実施を行っていたオリオンツアーが発行し、受託販売を取り扱う旅行会社で配布していた。概ね縦21cm×横10cmの中綴じ84ページ。2012年7月に配布されたものは7月1日から10月8日までの時刻・運賃のほか、案内スタッフ（スタッフ配置のない場合は運転手）との集合場所や旅行条件を掲載していた。

## 鉄道時刻表
当然のことであるが、列車があらかじめ公示した時刻に従い運行するようになったときから、公示の手段として掲示物やチラシの形態による時刻表が存在した。新聞広告など刊行物において発車時刻を掲載することもあった。鉄道の歴史で初期の一例を挙げると、アメリカ合衆国の鉄道史において、ボルチモア・アンド・オハイオ鉄道が1830年5月24日の開業に先立ち、同月20日の "Boltimore Patriot" 紙に掲載したものが知られている。
鉄道時刻表として世界で初めて刊行されたのは、1839年10月25日にイギリスのジョージ・ブラッドショウ（en:George Bradshaw）によって発行された、"Bradshaw's Railmap Timetables, and Assistant to Railway Travelling, with Illusrative Maps & Plans" である。この時刻表は1961年まで刊行されイギリスでは時刻表の代名詞として親しまれてきた。
優等列車では、その列車の乗客用として、停車駅や到着時刻を示し、車内案内などを掲載した時刻表が車内配布された例がある。中でもドイツ鉄道は、新型コロナウイルス感染症の世界的流行を受け2020年春に中止するまで、『Ihr Reiseplan』（あなたの旅程）の名称で列車の座席に無料配布していた（「ヨーロッパ」参照）。
冊子形式では、トーマス・クック・グループ発行の『Thomas Cook European Rail Timetable』が著名であったが、同グループの出版事業撤退に伴い廃刊、同誌の編集者が『European Rail Timetable』として後継時刻表を復刊、2025年現在も発刊中である。日本版としてダイヤモンド・ビッグ社が地球の歩き方シリーズとして上記廃刊・復刊をまたいで発行してきたが、2020年1月発行の「2020年冬ダイヤ号」を最後に発行中止となった。なお、航空便については世界の全ての航空便を網羅したイギリスのOAGが著名である。

### 国際版
『European Rail Timetable』
発行者はユーロピアン・レイル・タイムテーブル社。価格：書籍版（季刊） 24.99イギリスポンド、電子版（月刊） 12.99イギリスポンド、ヨーロッパ以外（BEYOND EUROPE）電子版（季刊） 4.99ポンド。
トーマス・クック・グループの出版事業撤退に伴い2013年8月号限りで廃刊した『Thomas Cook European Rail Timetable』（後述）の編集者が新会社「ユーロピアン・レイル・タイムテーブル」を立ち上げ、2014年3月号を通巻第1号として創刊した。復刊当初は年あたり月刊12号に加え季節版2号が発行され、『Thomas Cook European Rail Timetable』の形態・内容のほとんどを受け継いでいるが、次の点が変更されている。
- 表紙デザインは2009年までの赤基調に戻され、文字だけの構成となった。
- 奇数月に掲載されてきた特集ページがなくなった。
- 6カ月周期の月替わりで掲載している「ヨーロッパ以外」（BEYOND EUROPE）の時刻表の掲載順は、2014年は掲載号が入れ替わり「北アメリカ」が6月号及び12月号、「アフリカ及び中東」が5月号及び11月号とされたが、2015年からは元に戻されるとともに、北アメリカはアムトラック以外のカリフォルニア州の鉄道（カルトレイン、メトロリンク、コースター、スプリンター及びアルタモント回廊急行）をも掲載するため2ページ増やされた。また、2015年から4月号及び10月号に南米が、5月号及び11月号に韓国がそれぞれ追加された。
- 従来2 - 5月号に掲載されてきた夏季の国際列車予告時刻表 Summer Supplementは2014年掲載されなかったが、2014年9月号から11月号までは冬季の国際列車予告時刻表 Winter Supplementが掲載され、2015年は3月号から5月号までSummer Supplementが掲載されている。

夏（6月発行）と冬（12月発行）の季節版は青基調カラー写真入りの表紙で再開され、従来同様ヨーロッパの鉄道パス及び大使館、観光案内所、公共交通、電話、休日など各国情報並びに2014年は「ヨーロッパ以外」6地域分（南米を含む）の時刻表を追加掲載したが、2015年からは6地域以外（アムトラックを除くカリフォルニア州の鉄道、南米及び韓国）は季節版に掲載されなくなった。
2016年5月号から電子版も刊行されている。
2016年から通常版6月号及び12月号が休刊となり、季節版夏号及び冬号にそれぞれ一本化された。2016年10月号から書籍版は隔月刊となり、偶数月のみ発行された。電子版は月刊を維持した。これに伴い、「ヨーロッパ以外」の掲載号は次のようになった。
1月号及び7月号（電子版のみ）：インド
2月号及び8月号：インド、東南アジア、オーストラリア及びニュージーランド、北アメリカ
3月号及び9月号（電子版のみ）：中国
4月号及び10月号：中国、日本、南米、韓国
5月号及び11月号（電子版のみ）：北アメリカ
夏号（6月）及び冬号（12月）：上記全地域
新型コロナウイルス感染症の世界的流行を受け、2020年及び2021年は次の通り変則刊行された。
- 2020年は5月号から7月号まで休刊、例年6月号に代え発行される夏号を8月号に代え発行、以後11月号まで通常発行されたが冬号の発行を翌年に繰り越し12月は発行せず。
- 2021年は1月号に代え冬号を書籍版・電子版とも発行、2月号と3月号を休刊、4月号は例年2月号に掲載されるインド、東南アジア、オーストラリア及びニュージーランド、北アメリカの時刻も含め発行、以後電子版は月刊を維持したが、書籍版は8月号と10月号を休刊し、夏号と9月号をいずれも「ヨーロッパ以外」全地域を掲載して発行した。

2021年12月号から書籍版は春号（3月）、夏号（6月）、秋号（9月）、冬号（12月）発行の季刊となり、表紙が赤基調に統一される。電子版は月刊を維持する。これに伴い、「ヨーロッパ以外」は2021年11月以降書籍版発行のない月（年間8号の電子版）では非掲載、書籍版が発行される月（年間4号）は全地域掲載となった。
2022/2023冬号（2022年12月）から、台湾（台湾鉄路管理局（東部幹線経由の台北駅-高雄駅間）、台湾高速鉄道並びに阿里山森林鉄路阿里山線）が掲載された。
2023年夏号（6月）を最後に「ヨーロッパ以外」の時刻表の書籍版への掲載を終了し、翌秋号（2023年9月）からは本体から独立した電子版に移行するとともに、書籍版当該号購入者は掲載されたコードを用いて無料でダウンロードできるようになった。
2024年秋号（9月）を最後に書籍版は季刊としての発行を終了。2024/2025年冬号（2025年1月）からは、冬号（1月）と夏号（6月）の年2回刊となる。電子版は引き続き月刊を維持する。
『Thomas Cook European Rail Timetable』（廃刊）発行者はトーマス・クック・オペレーションズ社。価格（2013年廃刊時）。通常版14.99イギリスポンド、季節版16.99イギリスポンド。トーマス・クック・オペレーションズ社の公式通販では1割引。トーマス・クック・グループの子会社トーマス・クック・オペレーションズ社が発行した。1873年に「Cook's Continental Time Tables & Tourists' Hand-Book」として創刊。以来、細かな改題はあったものの題名中に「Continental」の語を維持してヨーロッパ国際版の時刻表として刊行されてきた。1977年にヨーロッパ外に掲載範囲を広げ「Thomas Cook International Timetable」と改題したが、1981年にヨーロッパ外を掲載する「Thomas Cook Overseas Timetable」を独立創刊し、ヨーロッパ版は「Thomas Cook Continental Timetable」の題名に戻った。その後1988年に「Thomas Cook European Timetable」に改題し、2005年1月号から「Thomas Cook European Rail Timetable」となったが、トーマス・クックの出版事業からの撤退に伴い、2013年8月号（通巻第1526号）限りで廃刊された。2008年から2013年夏まで、月刊の通常版に加え毎年6月と12月に発行される季節版「Seasonal Edtion（Independent Traveller's Edition）」とも呼ばれた。通常版6月号・12月号をベースにヨーロッパの鉄道パス及び大使館・観光案内所・公共交通・電話・休日など各国情報を追加）が発行された。「Independent Traveller's Edition」は1990年代初めから「Thomas Cook European Rail Timetable」の題名で発行されていたが（2005年から通常版もこれに題名を揃えたことになる）、2007年までは年間発行回数が異なり、年4回の季刊のこともあった。日本の洋書店では晩年まで通常版の取り扱いが多かったが、海外の書店（オンライン書店を含む）では季節版のみの取り扱いがほとんどとなっていた。表紙は創刊以来赤を基調としていたが、2009年10月号から青基調となるなどデザインを大幅に変更した。表紙上半分の列車の写真が通常版ではモノクロ、季節版ではカラーとなった。掲載されるのは都市間連絡の優等列車や基本的に観光地への列車が中心で、船便の掲載もあるが、バスは鉄道代行や補完路線を除き、ほとんど掲載されていなかった。なお、掲載範囲の東限はロシアのサンクトペテルブルク - モスクワ - ハリコフ（ウクライナ）間以西の各路線、ウクライナのほぼ全域とトルコのポスポラス海峡以西であったが、2011年8月号からはロシア全土・トルコ全土まで拡大された。2002年以降、ヨーロッパでは6月と12月の年2回ダイヤ改正されることが多かった。そこで、2 - 5月号は「Summer Supplement」、9 - 11月号は「Winter Supplement」と題し、次季の国際列車の時刻表が追加掲載された（同じ「Summer Supplement」でも、2月号では18ページ、3月号では34ページ、4月号及び5月号では50ページというように、実施月が近付くにつれ多くの、また正確な情報が掲載された）。:「Thomas Cook Overseas Timetable」（後述）の廃刊に伴い、通常版の2011年8月号から「ヨーロッパ以外」の節を設け、次の6地域の時刻表を年2回ずつ掲載した。ただし、各号12ページずつしかなく、たとえば日本の場合「Thomas Cook Overseas Timetable」廃刊時の掲載量（約22ページ）に比べ大きく削減されたほか、韓国や台湾など旅客輸送に占める鉄道のシェアが高いにもかかわらずまったく掲載されなくなった国もある。1月号及び7月号はインド。2月号及び8月号は東南アジア、オーストラリア及びニュージーランド。3月号及び9月号は中国。4月号及び10月号は日本。5月号及び11月号は北アメリカ。6月号及び12月号はアフリカ及び中東。また、季節版では2011/2012年冬号から、「ヨーロッパ以外」6地域分に加え、南米の時刻表を掲載した。
『ヨーロッパ鉄道時刻表』（廃刊）
価格2376円（税込）。「Thomas Cook European Rail Timetable」を日本人向けに編集した、ヨーロッパの鉄道時刻表で、『トーマスクック ヨーロッパ鉄道時刻表』として1985年1月に創刊されたが、2013年夏・秋号をもっていったん休刊した。しかし、上記『European Rail Timetable』創刊に伴い、2014年3月発行の2014年春号から『ヨーロッパ鉄道時刻表』の題名で復刊し、6月発行の2014年夏ダイヤ号以降、夏（6月）、冬（1月）の年2回刊に戻ったが、2020年1月発行の「2020年冬ダイヤ号」を最後に再び休刊した。地球の歩き方シリーズとしてダイヤモンド・ビッグ社が発行。本文は原書と同じ英語表記だが、日本人向けの解説記事やコラムを付け加えている。2008年秋号までは年4回発行していたが2009年冬・春号から年2回に変更となった。原書が2009年10月号から変更した表題ロゴを2010年夏・秋号で反映したが、基本的なデザインは休刊前後を通じ従来どおりで、色も赤基調のままである。2012年冬・春号から休刊まで、「ヨーロッパ以外」6地域分の時刻表を掲載したが、原書と異なり南米は掲載しなかった。なお、復刊後は「ヨーロッパ以外」の時刻表は掲載されていない。2012年5月11日から、ヨーロッパ分の時刻表本文を1〜数カ国ごとの13分冊に分けてBookLive!でのダウンロード販売を開始し、書籍版の刊行サイクルと異なり2か月ごとに更新されることになっていたが、こちらも原書最終号の2013年8月号をもって休刊した。また、「トーマスクック・ヨーロッパ鉄道時刻表の使い方」として、目次、ヨーロッパ鉄道総合案内、凡例、Cook時刻表解読辞典、索引、空港アクセス案内等のページが無料配信されていたが、「ヨーロッパ以外」の時刻表は配信されていなかった。書籍版の復刊に伴い電子版も『地球の歩き方 ヨーロッパ鉄道時刻表』として2014年夏号（2014年8月4日発売）からBookLive!を含む複数の電子書籍サイトで配信再開され、13分冊に加え休刊前と異なり書籍版と同価格の全冊版が配信されたが、「使い方」は提供されていない。2015年3月号からは分冊がなくなり全冊のみ季刊ベースの配信とされたが、実際には同号限りで休刊となっている。
『Thomas Cook Overseas Timetable』（廃刊）
発行者はトーマス・クック・パブリッシング社。価格（2010年廃刊時）は通常版13.99イギリスポンド、季節版15.99イギリスポンド。トーマス・クック・パブリッシング公式ネット通販では1割引。トーマス・クック・パブリッシング社が発行した。1981年に「Thomas Cook International Timetable」のヨーロッパ外の部分を分離して隔月刊で創刊されたが、2010年11/12月号（季節版は2010/11年冬号）限りで廃刊された。通常版のほか、1999年から「Thomas Cook World Timetable」の題名で「Independent Traveller's Edition」が1年に1回、5月に発行され、2001年からは通常版と同じ題名となった。2006年からは年2回（夏・冬版をそれぞれ5月と11月に）発行され、末期には季節版（「Seasonal Edition」）と呼ばれるようになった。季節版では、通常版の5/6月号又は11/12月号をベースに毎号の特集（渡航情報や北アメリカ・日本等の地域別情報）が1年（6回）分掲載された。表紙デザインは通常版のモノクロに対し、季節版ではカラー写真が使われていた。日本の洋書店では通常版の取り扱いもあったが、海外の書店（オンライン書店を含む）では季節版のみの取り扱いがほとんどとなっていた。2000年1/2月号は、通常版も"Overseas"の語を外し、『Thomas Cook World Timetable Volume 2』（『Thomas Cook European Timetable』に「World Timetable Volume 1:Europe」の冠を付し、その第2分冊と位置づけたもの）の題名で発行された。掲載されたのは都市間連絡の優等列車や観光地への列車が中心だが、船便やバスの掲載もかなりあった。日本部分では新幹線や在来線特急・急行、東武鉄道および名古屋鉄道（中部国際空港駅発着）や近畿日本鉄道などの有料特急、大都市近郊の初電等、主要航路・バスが掲載されていた。個々の時刻表（Table）の更新した時期を「410」（第4号（=7/8月号）, 2010年）のように3桁の数字で示していた。必ずしも定期的に（または改正の都度）情報が得られないため、日本のバスなど10年近く更新されていない時刻表もあった。そこで、読者からの情報提供を常時呼びかけ、毎年11/12月号では貢献のあった情報提供者の氏名を掲載するとともに、住所の記載のあった情報提供者に掲載誌を贈呈していた。旧『トーマスクック ヨーロッパ鉄道時刻表』同様、ダイヤモンド・ビッグ社が日本版を発行したことがある。
『Eurail Timetable』（廃刊）
発行者はユーレイル社。無料配布。ユーレイルパスの購入時に添付されたほか、一部窓口で無料配布されたが、2013年版をもって廃刊となった。Eurail.Com B.V.のウェブサイト からpdf版のダウンロードも可能だったが、2014年1月時点、オフラインで時刻が検索できるAndroid及びiOS用アプリが提供されている。年1回12月のダイヤ改正にあわせ発行。A5判中綴じ128ページ。表紙には『Eurail Pass Timetable』の題名表示があったが、本文は『EURAIL TIMETABLE』（日本語では『ユーレイル時刻表』）の表記となっていた。巻頭に英語、フランス語、スペイン語、ポルトガル語、朝鮮語、日本語及び中国語（簡体字）による使用説明があったが、本文は英語表記。一般の鉄道時刻表と異なり、外国の航空時刻表のように、アルファベット順に並んだ発都市をまず引き、そこにまたアルファベット順に一覧された着都市までの時刻を見付ける方式を採った。パリ#鉄道のように方面・系統別にターミナル駅が分かれている場合も都市で一括して掲載していた。乗り継ぎが必要な場合は乗り継ぎ駅の発着時刻も示されたが、途中駅の時刻は示されなかった。収録範囲はおおむねユーレイルパスの通用範囲の主要駅をカバーし、パスで利用できるバスや海を渡る区間での船便の掲載もあった。もっとも、パスだけでは乗車できない（多くの場合割引運賃で利用できる）路線・列車も記載されていた。頻繁運転の区間は、「n trains per hour」（1時間にn本運行。ただし、必ずしも等時隔運行とは限らない）、「every hour」（毎時運行）、「same pattern every hour」（毎時同じパターン）などの表現で省略されていた。また、早朝・深夜など旅行者があまり利用しないと思われる列車が省略されていたり、鉄道で回遊できる観光地でも一方向からの路線しか掲載されていないことがあり、現地やウェブサイトなどでより良い接続が見付かることもあった。

### アメリカ合衆国
『Horaires du Canada et de l'Alaska/ Canada and Alaska Timetable』
アメリカ合衆国、価格14.95アメリカドル。カナダ及びアメリカ合衆国アラスカ州の鉄道、都市間バス、船舶（フェリー及びクルーズ客船）の時刻表（フランス語及び英語併記）。隔月刊。レターサイズ無線綴じ310ページ。2015年1月に創刊した。カナダおよびアラスカ州のほか、これら地域とアメリカ合衆国本土を結ぶ便についても掲載。巻頭に路線図がついているが、カナダはオンタリオ州やケベック州など主要地域のみで掲載地域をカバーしていない。時刻は12時間制表記（「4 00A」（午前）ないしは「4 00P」（午後）という表記、午後は太字）を採用し、距離表記はない。使用法の説明、脚注、運転日、標準時に至るまでフランス語と英語の併記が徹底されており、たとえば太平洋標準時は英語略称PT（Pacific Time）とフランス語略称HP（Heure du Pacifique）を併記して「PT / HP」と表記されている。配列は時刻表番号順で、1桁及び2桁が鉄道、101から500番台までがバス、601番以降が船舶となっており、ページ数の約半分をバスが占めている。巻頭に運行事業者名アルファベット順の索引、巻末に地名索引があるが、それらが指し示す番号はページ数でなく時刻表番号である。モントリオール大都市圏交通局、トロント交通局、バンクーバー・スカイトレインといった都市圏内交通や「霧の乙女号」のような遊覧船は掲載されていないが、ユニオン・ピアソン・エクスプレスは掲載されている。
『AMTRAK SYSTEM TIMETABLE』（電子版に移行）
発行者はアムトラック。アメリカ合衆国、無料。アムトラックの公式時刻表（英語）。年2回（4月頃、10月頃）刊行。A4変型判（280×210mm）無線綴じ136ページ。駅などで無料配布していたが、2016年冬-春号（同年1月11日現在）をもって廃刊となり、PDF形式による公式ウェブサイトでのダウンロード提供のみとなった。PDF版のみの提供となってからも印刷版と同じ体裁で更新を続けているが、2017年現在提供されているものでは印刷版時代に表紙裏に折り込みで収録されていた全米路線図が省略されている。全ページカラー。各列車は一冊の中に北東部、東部、中西部、西部、西海岸の運行地域で分類されて収録。時刻については「12時間制」で表記されており（「4 00A」（午前）ないしは「4 00P」（午後）という表記、午後は太字）、距離についてもマイルで表示される。アムトラックのウェブサイトより請求することも可能だった。なお、列車別の時刻表については印刷版の発行が継続され、停車駅や車内に備えられている。こちらも公式ウェブサイトの列車紹介ページよりPDF版の閲覧が可能である。

### インド
『Trains at a Glance』
価格45ルピー（インド国内での価格）。インド国鉄発行の旅行者向け時刻表であり、インド国内の長距離優等列車を掲載している。ヒンディー語版と英語版が存在する。年刊であり、毎年7月に発行される。B5変形版（257mm×200mm）、334ページ。ヨーロッパの時刻表のように時刻表番号をもとに検索する方式である。地域内の普通列車等は掲載されておらず、それらの時刻は地域版時刻表を参照する旨の注意書きが記載されている。現在、インド国鉄ホームページにて全ページがPDFにて公開されている。（
Trains at a glance（英語版））

### 台湾
『交通部臺灣鐵路管理局 時刻表』
発行者は台湾鉄路管理局。無料。ダイヤ改正毎に発行され、主要駅の鉄道案内所で限定部数（2022年6月29日改正号の例では10万部）無料配布。新書版よりやや小さいサイズ（170×95mm）、中綴じ72ページ。同一内容を公式ウェブサイトにも掲載している。西部幹線及び東部幹線は対号列車（指定席列車）のみ巻頭にまとめて掲載し、それ以外の列車（非対号列車。指定席扱いのない自強号・莒光号を含む）は別にあとのページに掲載（ただし、屏東線については対号列車を西部幹線のページに掲載するほか、あとのページにはそれ以外の列車もあわせ掲載）。過去には『旅客列車時刻手冊』『臺灣鐵路旅客列車時刻表』『臺灣鐵路時刻表』のタイトルで発行されており、一時阿里山森林鉄路が掲載されていないこともあったが現在は掲載している。ただし台湾高速鉄道は掲載されていない。文字が小さいこと、単色刷りであることから読みにくく、民間からこれらの改善を図った同一サイズの時刻表が複数発行されている。
『臺灣鐵路列車時刻表』
価格 精簡版39元、全国版69元（台湾内での価格）。鉄道系ポータルサイト「台湾鉄道網」運営母体（サイトは現在閉鎖）で『火車時刻表』（後述）を発行していた台灣鐵道有限公司が発行し、駅構内などにある鉄道グッズ店「臺鐵夢工場」「台灣鐵道故事館」を中心に販売。A5判無線綴じで、112ページの「精簡版」と200ページの「全国版」の2種類を民国紀元104年（2015年）10月15日ダイヤ改正に合わせ創刊した。「NO.26」の号数表示は『火車時刻表』を引き継いでいるが、表紙には「創刊號」の記述があることから別途取り上げる。本文は全ページカラー印刷で、列車種別ごとに色を使い分けている。巻頭には中文と日本語の路線図（全国版では折り込み）も掲載している。台湾高速鉄道の時刻・運賃は掲載されなくなった。精簡版では西部幹線、東部幹線、屏東線及び南廻線は対号列車のみ巻頭にまとめて掲載し、それ以外の列車（區間（快）車）は別にあとのページに掲載。ただし、屏東線の區間（快）車のページには対号列車もあわせ掲載されている反面、南廻線は區間（快）車のページ自体存在せず、區間車・普快車の時刻は掲載されていない。その後は阿里山森林鉄路を含む支線のページとなっている。全国版では、対号列車と支線のページは精簡版と同様だが「區間（快）車」に代えて西部幹線、東部幹線、屏東線及び南廻線の「各級列車」のページがあり、列車種別を問わず全定期旅客列車が掲載されている。表の境界は主要駅でなく台湾の行政区分で切られているケースが多いのが特徴。『火車時刻表』でみられた車種表示はなくなった。台北捷運・高雄捷運の路線図のほか、秘境駅として郵輪式列車（クルーズ列車）のみ停車する南廻線枋野信号場（全国版のみ）、舊山線の紹介コラム、阿里山森林鉄路を除く台湾鉄路管理局全駅の電話番号といった、鉄道ファン向けの情報も掲載している。
『環島鐵路火車時刻表』
発行者は大坤企業有限公司。価格25元（台湾内での価格）。大坤企業有限公司がダイヤ改正毎に発行し、彰化、花蓮など一部の駅売店で販売。新書版よりやや小さいサイズ（170×95mm）、中綴じ72ページ。カラーの表紙に本文は二色刷りで、列車種別ごとに色を使い分けている。西部幹線（屏東線を含む）及び東部幹線では対号列車と非対号列車を別の表に掲載している。『臺灣鐵路時刻表』と異なり、旅行会社扱いの観光列車の時刻、台湾鉄路管理局主要駅の電話番号や台湾高速鉄道の時刻・運賃も掲載。
『ニュー台湾時刻表』
発行者は日本鉄道研究団体連合会。日本。価格1000円（日本での価格）／324円（DLsite.comでのダウンロード販売価格）。日本鉄道研究団体連合会（東京都台東区）が不定期に発行し、日本及び台湾の同人誌即売会、東京・大阪の一部書店、大阪の鉄道模型店、西部幹線及び台湾高速鉄道主要駅の駅弁店並びに通信販売で販売するほか、DLsite.comでのダウンロード販売も実施。A5判平綴じ74ページ。2010年4月号の創刊以来、2017年1月号まで12号を数える。巻頭の謝辞で『日式台湾時刻表』とも自称しており、上述の台湾で発行されている時刻表と異なり日本の時刻表と同じように、対号列車と非対号列車を同一の表に掲載しているのが最大の特徴。ほかに、索引地図、台北捷運・高雄捷運の路線図、台北駅構内図と台湾国内線・日台直行の航空便を掲載、台湾高速鉄道のページを青地に、営業案内・列車の編成のページをピンク地にそれぞれ印刷するなど、日本の時刻表のパスティーシュとなっている。さらに2011年8月号まではJR時刻表に酷似した表紙だったが、2012年1月号から独自のデザインに改められた。創刊以来『台湾時刻表』の名称で発行されたが、現地で発行される時刻表（『臺灣鐵路列車時刻表』）がほぼ日本と同様の表記になったことを理由に、2015年12月1日改正ダイヤ掲載の2016年1月号（通巻11号）をもって休刊した。しかし、『臺灣鐵路列車時刻表』がその後発行されないことから『ニュー台湾時刻表』として2017年1月号（通巻12号）から復刊した。巻末に、筆談で乗車券を購入するためのメモ欄が掲載されている。券売機での購入指南も掲載されていたが、航空便や営業案内などのページ増に伴い廃止された。
『台灣鐵道客貨列車運行圖』
発行者は中華民国鉄道文化協会、台灣鐵道故事館。価格200元（台湾内での価格）。NGO/NPO団体の中華民国鉄道文化協会が発行。2009年6月16日改正ダイヤ掲載のVer. 5までは台灣鐵道故事館が発行し、「台鐵本舖」などで販売されていたが、2011年9月28日改正ダイヤ掲載のVer. 6から発行元が変わり、主要都市の模型店や喫茶店などで販売。2013年9月改正ダイヤ（台湾鉄路管理局は9月25日改正、台湾高速鉄道は9月2日改正）掲載版は「Vol. 7」の表記となった。不定期刊（ダイヤ改正の都度発行されるとは限らない）。A5判96ページ。台湾鉄路管理局及び台湾高速鉄道の旅客列車について、ダイヤグラム形式で時刻を表示。列車種別や停車場の種類を色別で示すためカラー印刷。業務用のダイヤと異なり回送列車や貨物列車は記載されていなかったが、Vol. 7から台湾鉄路管理局については回送列車（廻送列車）、荷物列車（行包專列）及び単行機関車列車（単機廻送）は列車番号に*印を付して掲載されるようになり、台湾鉄路管理局2017年1月6日改正（台湾高速鉄道は2016年12月2日改正）ダイヤ及を収録した「Vol.9」では貨物列車も掲載されるようになった。また、運転停車についても*印を付すことで示している。
『火車時刻表』
台湾、価格25元（台湾内での価格）。休刊。前述の『臺灣鐵路列車時刻表』の前身であるが、判型や内容が大きく異なることから別途取り上げる。台灣鐵道有限公司がダイヤ改正毎に発行し、駅構内などにある鉄道グッズ店「台灣鐵道故事館」を中心に販売。新書版よりやや小さいサイズ（170×95mm）、中綴じ80ページ。2008年11月創刊以来、『旅行台灣護照』のタイトルで発行されてきたが、No.23（民国紀元103年（2014年）7月16日改正時刻掲載）から『火車時刻表』と改題され、民国紀元104年（2015年）3月24日改正版時刻掲載のNo.25まで発行された。同一号（本文は同じ）でも表紙デザインが異なる複数の版（最新号は6種類）が発行された。本文は二色刷りで、列車種別ごとに色を使い分けていた。西部幹線及び東部幹線は対号列車のみ巻頭にまとめて掲載し、それ以外の列車は別にあとのページに掲載（ただし西部幹線海線区間及び屏東線については対号列車を西部幹線のページに掲載するほか、あとのページにはそれ以外の列車もあわせ掲載）。西部幹線及び東部幹線の対号列車については車種（自強号は電車組（EMUシリーズの電車編成）、推拉式（E1000型プッシュプル式電車編成）、太魯閣（TEMU1000形電車編成）、普悠瑪（TEMU2000形電車編成）、柴聯（DRシリーズの気動車編成）の別。莒光号は自動門（自動ドア=新莒光）、摺疊門（手動ドア=旧莒光）の別）についても記載したほか、秘境駅として郵輪式列車（クルーズ列車）のみ停車する南廻線枋野信号場といった、鉄道ファン向けの情報も掲載した。『臺灣鐵路列車時刻表』と異なり、台湾高速鉄道の時刻・運賃も掲載されていた。なお、同じ版元から『鐵道旅行護照』という同サイズの冊子も発行されているが、そちらは各駅ガイド兼スタンプ帳であり、時刻表ではない。

### 韓国
『観光交通時刻表』（廃刊）
大韓民国、価格5000ウォン（韓国国内での価格）。韓国の鉄道、航空、船舶、高速バス等を掲載していた。月刊。2010年10月号までは鉄道時刻表部分は各駅とも漢字表記があったが2010年11月号より漢字表記が無くなった（首都圏電鉄線、船舶、高速バスの時刻表はそれ以前よりハングルのみ）。鉄道時刻表部分は比較的日本の時刻表に近い体裁であったが、光州（韓国高速鉄道=KTXを除く）など一部駅については「光州発905」のようにだけ書かれ、表上の駅名欄は省略されているケースもあった。2007年6月号までは3000ウォンであった。KTXについては日本の新幹線同様に京釜線、湖南線のセマウル号以下の列車とは分けて掲載されていた。A'REXと首都圏電鉄（ソウル・仁川の地下鉄含む）については京仁急行線を除き初電・終電時刻表が掲載されていたが、大田、大邱、釜山、光州の地下鉄については路線図も含め全く掲載されていなかった。なお、日本国内でも韓国の書籍を取り扱っている書店等で購入可能であったが、価格は現地価格の3 - 5倍程度であった。2012年6月号を最後に廃刊となった。

### 中国
『全国鉄路旅客列車時刻表』（廃刊）
中国鉄道出版社:中華人民共和国、価格10元（中国国内での価格：2006年後期版までは8元）。中国鉄道出版社発行。年2回刊（4月、10月）。ただし、2008年度は4月、8月、12月に発売された。ある方向は上から下、逆向きは下から上に向けて時刻が流れる日本の「初電・終電時刻表」のような体裁であるが、「1ページに両方向の全列車が収まる」ような区間のみならず広州 - 深圳間のように1ページあたり3段、計4ページにまたがるような区間であってもこのような掲載方法である。また掲載順も当該区間の運行時刻順ではなく、優等列車から順に、同一種別であれば、同一運行系統の列車同士が対になるように掲載される（種別と運行系統が同じ場合は運行時刻順）。なお巻頭には全ての列車の索引、巻末に主要駅の発車時刻表があり、そこから列車時刻を検索することも可能である。九龍発着系統、国際列車は最後に掲載されていたが、2007年版より普通慢車（普通列車）は国際列車より後ろに掲載されるようになった。2007年より登場した動車組（高速列車）についても一部を除き別表に分けている。2008年8月からはキロ程が省略された。
『全国鉄路旅客快車時刻表』
発行者は中国鉄道出版社。中華人民共和国、価格：10元（中国国内での価格）。こちらも年2回刊行だが、普通快車以上の列車のみ収録されている。掲載方法は上記『全国鉄路旅客列車時刻表』とは異なり、列車の行き先、方面を問わず動車組→特快→快速→普通快車ごとに列車番号順に上下列車が対で掲載されているのが特徴で、横向きに時刻が流れる（不足した場合は改行）。2009年現在、発行されなくなった模様。

### ヨーロッパ

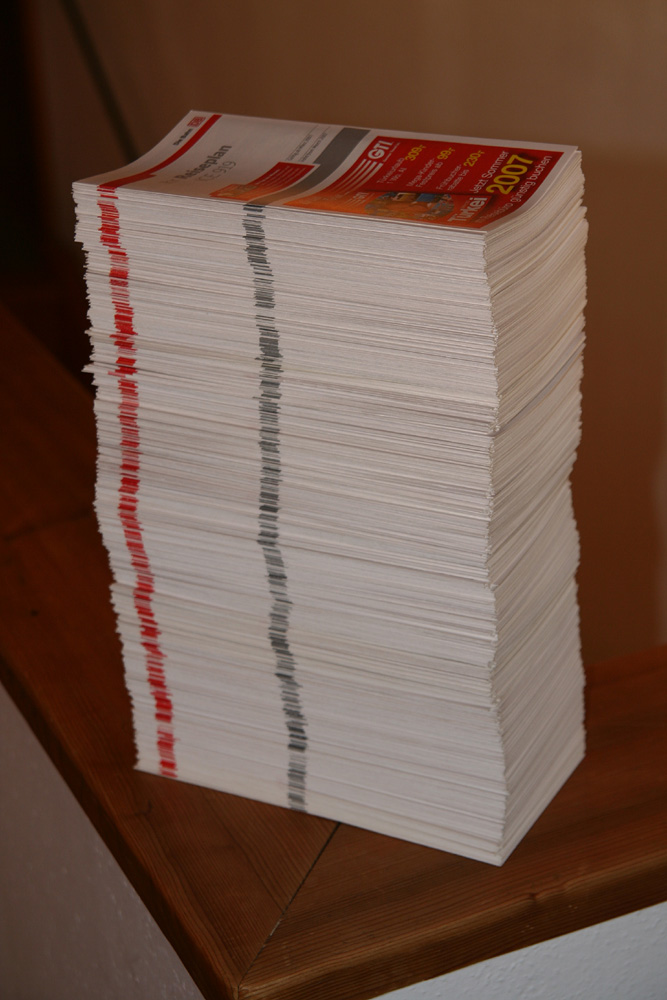
2007年当時、ドイツ鉄道が発行していた『Ihr Reiseplan』全列車分（各列車1部ずつを積み重ねた状態）

イタリアなど一部の国では普通の売店などで有料で販売している時刻表がメインの国も存在するが、大半の国では各方面別の時刻表（パンフレット形式もしく小冊子）を無料配布しており、それが主流となっている国が多い。全線収録の冊子型時刻表を販売している国は多い（地域分冊になっているケースも含む）が全体的に高価であり、国によっては入手が難しい場合もある。また、スペインのように「国内全域の鉄道を収録している冊子型時刻表」というものが存在しない国も存在する。近年、Webサイト上でPDF提供する国が増えた反面、冊子型の時刻表の販売をやめたり販売部数を縮小している国も出てきている。また、オランダやスイスのように、国鉄に代わって愛好者団体が冊子版を発行する例もある。
『Kursbuch der deutschen Museums-Eisenbahnen』
ドイツ、定価表示なし（参考価格6.5ユーロ）。ドイツ国内約200カ所の保存鉄道、動態保存運転や鉄道博物館の運転または開館日時を掲載（中綴じ約170ページ）。毎年1回4月頃発売。
『The electronic National Rail Timetable』（eNRT）（電子版に移行）
発行者はイギリス国鉄、ナショナル・レール。イギリス、価格12イギリスポンド（2007年冊子版終刊時）。1974年、『British Rail Passenger Timetable』としてイギリス国鉄により創刊され、1986年まで年刊、それからイギリス国鉄が民営化された1997年まで夏・冬の年2回刊行された。国鉄民営化に伴い、時刻表の発行はナショナル・レールに移管され、『National Rail Timetable』に改題。引き続き年2回（5月と12月）刊行であったが製本された冊子型時刻表は2007年5月発行分が最後となった。2006年12月改正分以降は『The electronic National Rail Timetable』（eNRT）としてPDFによるオンライン提供となる。全部で3000ページ近くあるため、ダウンロードする場合はPDFといえど60 - 70MB程度ありかなり重い。こちらも原則としてグレートブリテン島内のみが掲載範囲で、北アイルランドについては掲載対象ではない。複数の運行会社によって運行される区間には表中に「運行会社（Train Operator）」欄が存在するのは『OAG Rail Guide』（後述）と同様である。こちらでダウンロード可能（Electronic national rail timetable）。
『Schweiz Offizielles Kursbuch』（電子版に移行）
発行者はスイス連邦鉄道。スイス、価格16スイスフラン（3冊セット価格、2017年版冊子版終刊時）。1905年創刊。スイス連邦鉄道が年1回11月下旬に、当年12月のダイヤ改正から翌年12月のダイヤ改正前まで有効なものを翌年版として発行し、主に駅窓口で販売していたが、2016年11月に発売された2017年版をもって冊子体での発行を終刊した。1980年代から1990年代に掛けては50万部印刷されていたが、末期には2万5千部の印刷に留まっていた。なお、後述『Kursbuch Schweitz』に継承されなかったバス・トラムの時刻表を含めウェブサイト "Offizielles Kursbuch"でのPDF版ダウンロードは継続されており、現行版だけでなく2006年版以降のバックナンバーも掲載されている。鉄道、ケーブルカー、船舶の時刻表からなる青い冊子の第1巻とバス・トラム時刻表（第2巻東部版と第3巻西部版の2冊）からなる計3分冊構成（1986年版まで1冊構成、1987年版から2007年版までは第2巻が全国のバス・トラム時刻表で計2分冊構成）で、都市内では時刻表を掲載せず系統一覧表を示すのみのバス・トラム路線もあるが、この3冊でスイスの公共交通の時刻表はほぼ網羅されていた。1990年代半ばまでは分冊として「国際列車版」も添付されていた。その後本時刻表とは別に、方面ごとの国際列車時刻表リーフレット（「フランス・ベルギー・ルクセンブルク・スペイン・ロンドン方面版」「ドイツ・オランダ方面版」「オーストリア・中欧方面版」「イタリア方面版」）が駅などで無償配布されていたが、2011年をもって廃止された。A5判だが、第1巻約2200ページ、第2巻約1700ページ、第3巻約1600ページと分厚く、第1巻だけでも日本の大判時刻表を超える1kg強、3冊あわせて約2.7kgの重量があった。もっとも、他国の時刻表と比べて文字が大きいため、1ページあたりの情報量はさほど多い訳ではなかった。日本国内ではサイクルツアー等で販売していた。ヨーロッパ各国の例に漏れずページ番号ではなく時刻表番号で検索する方式をとっており、巻頭にある索引（スイス国鉄には路線名がないため、私鉄を含め路線名単位の索引は無く駅名索引形式）も時刻表番号に対応した形で記載されている。ほかに、第1巻の表紙裏には鉄道と湖ごとの船舶の索引地図が掲載されており、バス路線の索引地図も別葉で添付されていた。スイスは多言語国家であるため下記5言語（スイスの4公用語+英語）で記載されており、時刻表の使い方などの説明文も5つの言語で記載されていたが表中の注釈はその地域で主に使用されている一つの言語のみで記載される（ジュネーブやローザンヌ周辺などはフランス語、ベルンやチューリッヒ周辺などはドイツ語など）。本時刻表のタイトルはそれぞれ下記の通りである。
- ドイツ語「Schweiz Offizielles Kursbuch」
- フランス語：「Suisse Indicateur official」
- イタリア語：「Svizzera Orario ufficiale」
- ロマンシュ語：「Svizra Urari uffizial」
- 英語：「Switzerland Official Timetable」

『Kursbuch Schweitz』
発行者はスイス交通クラブなど3団体。スイス、価格19.8スイスフラン。『Schweiz Offizielles Kursbuch』（公式時刻表）冊子版終刊を受け、スイス交通クラブなど3団体が共同して2017年11月発行の2018年版から創刊した。毎年12月のダイヤ改正前に発行。公式時刻表の3分冊構成からバス・トラムを掲載した第2巻と第3巻を省き、鉄道、ケーブルカー、船舶のみ掲載の1冊構成とした。また、判型もA5判からB5判に縮小し、営業案内や食堂車連結列車一覧などを省いたが、厚さは2100ページを超え、重量約900gとなった。2021年版ではA5判に戻り、東西の2分冊となった。本文はウェブサイト "Offizielles Kursbuch" に掲載されたPDF版と同じ。スイス国鉄約30駅のほか、私鉄駅など国内約60か所で販売。公式時刻表同様、表紙裏には鉄道と湖ごとの船舶の索引地図が掲載されている。主な凡例はスイスの4公用語（ドイツ語、フランス語、イタリア語及びロマンシュ語）と英語で記載されているが、ドイツ語、フランス語、イタリア語の3語のみで記載されている部分もある。また、時刻表中の注釈はその地域で主に使用されている言語記載される（ジュネーブやローザンヌ周辺などはフランス語、ベルンやチューリッヒ周辺などはドイツ語など）。本時刻表のタイトルはそれぞれ下記の通りである。
- ドイツ語：「Kursbuch Schweiz」
- フランス語：「Indicateur Suisse」
- イタリア語：「Orario Svizzera」

『Schweizerferien 2022 mit Dampf und Nostalgie』（2022年版の題名例）
スイス、価格14スイスフランまたは12ユーロ（併記）。スイス国内約90か所及びその近隣（フランス、ドイツ及びオーストリア）約10か所の保存鉄道、動態保存運転や乗り物関係博物館の運転または開館日時を掲載（A5判97ページ）。1989年創刊。掲載地域にかかわらず全文ドイツ語で記載。ドイツの『Kursbuch der Deutschen Museums-Eisenbahnen』と異なり、湖船や自動車・バスといった鉄道以外の保存施設なども掲載。毎年4月頃発売。
『Spoorboekje』『Intercityboekje』（廃刊）
オランダ、価格9.95ユーロ（Spoorboekje）、7.95ユーロ（Intercityboekje）。オランダでは、オランダ鉄道が時刻表『Spoorboekje』を発行し、駅窓口で販売していたが（2008年版の場合、A5変形判（横幅がA5より約7mm短い）、約1000ページ。価格5.5ユーロ）、2010年版限り廃刊となった。その後、しばらく冊子の時刻表が販売されない事態となったが、2013年になって旅行者団体Roverと鉄道情報サイトTreinreiziger.nlが共同で『Mini-spoorboekje』2013年版を刊行し、2013年12月には『Mini-spoorboekje』2014年版、2014年1月には『Spoorboekje』2014年版を刊行したが、2015年版（2014年12月発行）から2017年版（2016年12月発行）までは『Spoorboekje』（A5判約700ページ）に一本化された。2014年版では、『Spoorboekje』はA5判541ページでオランダ鉄道全路線と国際列車を掲載、『Mini-spoorboekje』はA5判140ページで主要路線のインターシティ以上と国際列車のタリス及びICEを掲載していた。2018年版に限り、『Spoorboekje』に加え、国内主要路線のインターシティのみ掲載の『Intercityboekje』を発行した。
『Kursbuch Gesamtausgabe』（廃刊）
ドイツ、価格19ユーロ（2008年廃刊時）。詳細についてはドイツ鉄道#時刻表を参照のこと。2008年12月発行をもって冊子型の時刻表は廃刊となり、以後はCD-ROMまたはウェブサイトによる電子版（欄外には時刻表番号ごとの時刻表が検索できるURLとして http://www.bahn.de/kursbuch が示されている）となっている。
『Ihr Reiseplan』（廃刊）
発行者はドイツ鉄道。ドイツ、無料配布。ドイツ鉄道がICEやユーロシティなど優等列車の座席や寝台に無料配布していた、当該列車の停車駅と到着時刻・番線、コインロッカーなどの駅設備、接続列車の時刻と番線などを掲載した時刻表。各列車につき最大月1万部発行されていたが、新型コロナウイルス感染症の世界的流行を受け2020年春から配布を中止、ドイツ鉄道は同年10月廃止を表明した。
『OAG Rail Guide』（廃刊）
イギリス、イギリス価格16イギリスポンド、日本価格2625円（税込み）。1853年創刊の『ABC Alphabetical Railway Guide』を起源とする。月刊。2004年4月から『OAG英国鉄道時刻表』として日本語版（価格2500円（税込み））が季刊で発売されたが2005年春号で廃刊となり、イギリスの原著も2007年10月発売分をもって廃刊となった。掲載範囲はロンドン近郊は全駅・全列車掲載、それ以外のグレートブリテン島内（スコットランド・ウェールズを含む）は一部都市近郊の列車を除き掲載されたが、地域によっては主要駅のみ掲載だった。イギリスの旅客列車は複数の列車運行会社（TOCs）にて運行されており、路線によっては複数の運行会社によって運行される区間もあるため、そのような系統には表中に「運行会社（Train Operator）」欄が存在した。アイルランドについてはイギリス領内の北アイルランドを含め掲載されていなかった。各表の左上にはヨーロッパの時刻表では一般的な時刻表番号が振られており、索引地図ではその番号をもとに検索する方式を取った。
『GB Rail Timetable』（廃刊）
イギリス、イギリス価格18イギリスポンド（2013年廃刊時）。『Rail Times for Great Britain』同様に『OAG Rail Guide』および『National Rail Timetable』の後を受け、The Stationery Office（1996年、Her Majesty's Stationery Officeの政府刊行物部門の民営化により設立された会社）が2007年12月より発行した冊子型時刻表。年2回（5月と12月）刊、A5判、3712ページ。2008年12月刊行分までは『UK Rail Timetable』という書名で発行されていた。内容はPDF提供されている『Network Rail Timetable』と同様であったが、『Rail Times for Great Britain』とは1ページにPDF1ページ分が印刷されている点が異なった。2013年12月改正ダイヤ掲載の2014年冬号をもって廃刊した。
『Rail Times for Great Britain』（廃刊）
発行者はミルトン･プレス。イギリス、イギリス価格26イギリスポンド（2019年廃刊時）。『OAG Rail Guide』および『National Rail Timetable』冊子版の後を受け、ミルトン･プレス社が2007年12月より2019年12月まで発行していた冊子型時刻表。年2回（5月と12月）刊、A5判、約1500ページ。2013年まで表紙には題名が『Bradshaw-Mitchell's RAIL TIMES』と印刷されており、編集者は「Vic Bradshaw-Mitchell」とされているが、これはミルトン・プレス創業者のビク・ミッチェルが、取材者の提案を容れ、ジョージ・ブラッドショウに敬意を表したものである。内容そのものは基本的にPDF提供されている『Network Rail Timetable』の縮刷版で、地図や索引は1ページにPDF1ページ分が、時刻表本文は1ページにPDF2ページ分が印刷されている。カラー部分は裏表紙の「運行会社ごとの運行系統図」のみ。後述の『ABBREVIATED RAIL TIMES for Great Britain』発行に伴い、2016年夏号から2018年夏号までは、『Comprehensive RAIL TIMES for Great Britain』の題名で発行された。なお、ミルトン・プレス社はブラッドショウが19世紀から20世紀初頭に刊行した時刻表や鉄道路線図の復刻版も発行している。
『ABBREVIATED RAIL TIMES for Great Britain』（廃刊）
イギリス、イギリス価格9.95イギリスポンド（2017年廃刊時）。ミルトン・プレス社により2016年5月に『Britain's Rail Times』として創刊され、2016年冬号から『ABBREVIATED RAIL TIMES for Great Britain』の題名で年2回夏冬に刊行されたが、2017年冬号限りで廃刊した。B5変型判（23.9cm×17.3cm）、88ページ。路線図は独自のものだが、時刻表本文は『European Rail Timetable』のものを用い、表紙下部には「Compiled by the European Rail Timetable Team, in the style of Thomas Cook's traditional masterpiece」と記載されていた。『Rail Times for Great Britain』に比べ路線、列車、駅が大幅に省かれた反面、軽量で持ち運びやすくなっていた。掲載範囲はグレートブリテン島及びマン島の鉄道、ユーロスター並びに北部諸島を除くスコットランドの離島航路のみだった。

## 日本の鉄道時刻表
日本の鉄道における時刻表は、鉄道駅のプラットホームや待合室に各駅の発車時刻が掲出されるほか、冊子タイプが制作され、鉄道事業者により無料配布したり、市販されたりしている。多くの鉄道事業者はインターネット上に公開している。このデータを提供された外部企業が、複数の公共交通機関の乗継を含めて調べられるようにしている時刻表検索サービスもある（ジョルダン、NAVITIMEなど）。

### 駅掲出式の時刻表
掲出式の時刻表は、1872年（明治5年）の日本の鉄道開業時から使われ、列車が時刻表通りに運行して、それに合わせて利用しなければならないことは、日本人の時間に対する考えをも変化させた（時刻表示の不定時法から西洋式の定時法への移行や時間厳守重視）。
1942年（昭和17年）に制定された国の鉄道運輸規程において「当該停車場ニ於ケル旅客列車ノ出発時刻表ノ摘要ヲ掲示スベシ」（第八条）と定めているが、東日本旅客鉄道（JR東日本）や西武鉄道などは「スマートフォンで検索できる」「コスト削減のため」などを理由に、ホームからの時刻表撤去を進めている。国土交通省は、改札口付近に掲示したり電光表示板で案内したりすれば規程には違反しない、という見解だが、利用者や沿線自治体からは、不満や復活要望が出ている。

### 冊子型の時刻表
冊子型の時刻表は『改正鉄道便覧』（1889年（明治22年）5月、文正堂発行）が現存最古といわれている。冊子型の『時刻表』ではJR線や私鉄の列車の運転時刻を中心に各種の交通機関の運転時刻を掲載している。また、JR以外の鉄道会社が自社のダイヤ改正などで発行する場合もある。その場合、必ずしも月刊ではなく不定期刊行物となる。
なお、貨物列車のみを扱った『JR貨物時刻表』（鉄道貨物協会発行）もある。これは主に荷主向けであり、同様のものとしてかつて発行された時刻表の内、創刊号や重要なダイヤ改正があった年月などいくつか意義あるものをまとめた『復刻版時刻表』も、JTBパブリッシングなどから販売されている。
また、駅などで折りたたみ式や一枚ものの時刻表として無料で配布されているものもある。これには、その駅に発着する列車の時刻を記載した時刻表やJR東海が冊子で発行している東海道・山陽新幹線時刻表（2006年10月発行分以降。2006年7月発行分までは折りたたみ式）、JR西日本が冊子で発行している東海道・山陽・九州新幹線時刻表（九州新幹線（鹿児島ルート）が全線開業した2011年3月12日発行扱い分以降。2008年3月改正から2011年2月発行分までは東海道・山陽新幹線時刻表、2008年3月改正発行以前は山陽・東海道新幹線時刻表。JR西日本発足当初からしばらくは折りたたみ式）などがある。また、JR各支社では駅、旅行センターでの無料配布の冊子時刻表や駅売店（キヨスク）で売られている冊子時刻表がある。
以下、価格は特記あるものを除き、2023年5月時点の税込価格。また、休廃刊となったものは最終号のもの。税別表記しかないものはその旨表記して税別価格を示す。

#### 全国版
全国版時刻表はJTBパブリッシング（旧：JTB）と交通新聞社の2社から発行されている。この他に、かつては交通案内社からも発行されていたが、現在は廃刊となっている。
発売日は通常前月20日前後だが、ダイヤ改正前などは臨時列車を収録するため前月25日となることがある。
線区によっては、片乗り入れの路線では、所属路線のページのみに時刻を書き、乗り入れ先路線のページでは省略している。
これは、主に小型時刻表で取られる形態であるが、大型時刻表でもこれに準じた形態となる路線もある。重複する区間の他の列車の掲載ページは、最初のページの欄外にその旨の案内がある。
電車特定区間については、それぞれ「東京近郊区間」「大阪近郊区間」などとして、それぞれJRグループの時刻表の末尾にすべての駅の始発・終発付近の電車の標準発車時間を載せている。
列車時刻以外には、主要駅の構内図、高速バス路線、航空ダイヤ、営業案内、投稿ページなどが掲載されている。また、用紙も特注のものが使われているという。かつては時刻表発行元の親会社と協定を結んでいる旅館の一覧も掲載されていた。
かつて荷物列車が運行されていたときは、大型時刻表には荷物列車の時刻も記載されていた。
なお、重量は送料が安い第三種郵便物の認可を受けるため、1kg以内に抑えられている。このため、表紙をカットしたり、用紙も特注のものを使用するなど、1g単位で調整が行われている。

#### 一覧

##### JTB時刻表
発行者はJTBパブリッシング。1,205円、B5判、月刊。JTBが前身の日本旅行文化協会の時代であった1925年に、同年の4月号として創刊。それ以後毎月（第二次世界大戦中の一部除く）刊行している大型の時刻表で、日本で現在刊行されている時刻表の中では最古のものである。判型は何度か変わったが、2023年現在はB5判となっている。発行部数はピーク時の1986年に200万部を超え、2004年5月時点で公称80万部だったが、2011年時点で108,000部にまで減少している。

###### 名称
創刊時の名称は『鉄道省運輸局編纂 汽車時間表』。その後『鉄道省編纂 汽車時間表』『鉄道省編纂 時間表』『鉄道省編纂 時刻表』『時刻表』を経て、1949年6月号時点では『運輸省編集 時刻表』となる。24時制に移行した1942年11月号から『時間表』が『時刻表』に改められた。また、第二次世界大戦後の物資欠乏期には、主要駅のみを掲載した『主要駅時刻表』が発行されていた。
日本国有鉄道（国鉄）の発足に伴い、1949年7月号で『国有鉄道編集 時刻表』（同年9月号から『日本国有鉄道編集 時刻表』）と改称。1951年4月号からは国鉄編集から国鉄監修に変更され、以後は『日本国有鉄道監修 時刻表』『国鉄監修 交通公社発行 時刻表』『交通公社の国鉄監修 時刻表』『国鉄監修 交通公社の時刻表』の名称で刊行され、旧国鉄時代はこちらが公式時刻表だった。
1987年4月号からは（国鉄分割民営化により）国鉄監修ではなくなり、単に『交通公社の時刻表』という名称となったが、1988年11月号より現在の『JTB時刻表』へと改称された。現行のJTB時刻表に移行した当時は特集記事として大手私鉄（基本的に1社ずつ）の時刻表が掲載されていた。こちらは後に私鉄各社で大規模なダイヤ改正が行われたときのみの不定期掲載に変わり、その後は後述の『JTB私鉄時刻表』に移行された。

###### 掲載線区
JR（JRが第二種鉄道事業者となっている区間を含む）、第三セクター鉄道のうち旧国鉄線、旧JR線、旧国鉄建設線の転換会社（第三セクターの私鉄転換路線や旧国鉄建設線以外の都市部新線やJR貨物線等は除く）、私鉄のうち伊豆急行線・JR東海交通事業城北線の全駅全列車、東京・大阪都市圏以外の全列車、そして他社路線の概ねが掲載されている（私鉄のうち、旧国鉄から転換した第三セクター線はJR線のコーナー内に掲載、ほかは私鉄線のコーナーとして掲載している）。全私鉄有料特急（京阪電気鉄道・名古屋鉄道の特急も含む）を掲載している。

###### 表紙について
判型が拡大した1932年4月号（通巻85号）において、初めて表紙にモノクロ写真が登場する。その後イラストの表紙を経て、1963年8月号（通巻450号）からはカラー写真が飾る。1978年10月号では、創刊以来初めて列車以外の写真が表紙を飾った。1984年12月号では国鉄のフルムーンキャンペーンに起用された高峰三枝子と上原謙を表紙とした。青函トンネルと瀬戸大橋の開通を控えた1988年3月号では、付録で翌月（4月）のダイヤ情報と全国タクシー料金案内を掲載し、通常よりかなり厚い本となった。2001年1月号では、創刊以来初めて日本のJR以外の鉄道が表紙となった。2009年4月号の999号は、松本零士書き下ろしの「銀河鉄道999」の表紙となった。創刊100周年の2025年4月号には創刊当時から走り続けている国鉄8620形蒸気機関車が掲載されている。

###### その他掲載事項
交通新聞社版と異なり、記号が統一されている。巻頭の索引地図ではみどりの窓口がなく、指定席券売機のみの設置駅は赤丸で区別している。ハイウェイバス、航路、長距離フェリー、日本発着の国際線、国内線も掲載がある。
全指定席連結列車はその車両形式を掲載している。その他、長時間停車があり、他線・他の列車との接続が絡む場合には到着時刻を注記している。また、途中駅発の列車は優等列車の時刻を基準に掲載するため、普通列車の掲載順序が大きく前後している。

2017年11月号より索引地図が約50年ぶりにリニューアルされた。ユニバーサルデザイン書体への変更、私鉄路線の全駅掲載といった改良のほか、一般周遊券の廃止後も載せていた「周遊おすすめ地」を「主な観光地」に変更するなどの変更を行った。
業界で最も早く1976年から誌面編集の電子化が実施されている。ただ、2016年現在も鉄道各社からは紙に印刷された時刻表が送られてくるため、編集部側で人手によりパソコンに打ち込むことでデータをデジタル化しているという。
前述のように2009年5月号で通巻1000号となった。通巻999号にあたる同年4月号は号数にかけて松本零士の漫画『銀河鉄道999』の書き下ろしイラストを表紙にし、この2巻では巻頭で時刻表の歴史を振り返る記事が組まれた。

##### JTB大きな時刻表
発行者はJTBパブリッシング。2,310円、A4判 不定期刊。『JTB時刻表』の内容をそのままA4判のサイズに拡大したもので、『JTB時刻表』の臨時増刊号扱い。そのため本文時刻の文字は名前の通り大きくなっている。

##### 時刻表 復刻版
発行者はJTBパブリッシング。『国鉄監修 交通公社の時刻表』などの復刻版が発行されている。移転や市町村の再編で所在地の地名の他、電話番号が当時より変更されている可能性があることから、当時の広告は一部を除いて掲載されず、その部分は「広告スペース」として空白しか書かれていないほか、巻末の旅館リストのページや旅館・ホテル等の広告ページについては省略されている。

##### JTB小さな時刻表
発行者はJTBパブリッシング。880円、B6判、季刊。『JTB時刻表』から、巻頭のカラー記事・巻末白ページ部分のJTB特集記事を取り除いた内容を、そのままB6判のサイズに縮小している。そのため本文時刻の文字は名前の通り小さくなっている。『JTB大きな時刻表』とは異なり、独立した雑誌。

##### JR時刻表
発行者は交通新聞社。1375円、B5判、月刊。JRと交通新聞社による共同編集の月刊時刻表で、現JRの公式時刻表となっている。発行部数は減少傾向にあり、ピーク時は約500万部を売り上げていたものの、2020年度は65万部であった。

###### 沿革
その前身となるのは同社の前身となる弘済出版社が1963年5月に刊行し始めた『全国観光時間表』で、その後『大時刻表』、『ダイヤエース時刻表』、再び『大時刻表』と名を改めながら1987年4月号（国鉄分割民営化時）よりJTB版に代わって公式時刻表になった。この4月号のみタイトルは『JNR編集 時刻表』、翌月号より『JR編集 時刻表』 となり1988年5月に現在の名前となった。『大時刻表』時代までは「日本旅行協力」と表紙にクレジットされていた。その名残で、『JR時刻表』初期まで日本旅行協定旅館も掲載されていた。サイズも何度か変更され『大時刻表』時代はA4判、JR公式時刻表となった1987年3月以降（3月号は国鉄編集時刻表）はB5判となっている。

###### 掲載内容
JR・第三セクター鉄道のうち旧国鉄線、旧JR線、旧国鉄建設線の転換会社、私鉄のうち伊豆急行線・JR東海交通事業城北線の東京・大阪近郊区内を除く全駅全列車を掲載。また、全指定席連結私鉄特急列車も掲載されている。2色刷であり、特急列車が赤字である。一部駅の入線時刻が記載される。臨時列車・季節列車は斜字体で掲載される。日本の国内線のほか、ハイウェイバス、航路、長距離フェリーも掲載されている。
2001年に表紙・背表紙が、白と赤を基調としたものへ変更された。2004年12月号で通巻500号を突破した。この号は記念号としてそれまでの歩みや時刻表ができるまでの特集記事が組まれたほか別冊付録『スーパートレインブック』が付属しており、当時の新幹線・JR6社の特急列車・寝台列車・ジョイフルトレインを128ページにもわたって掲載していた。

###### 使用箇所
JRの「みどりの窓口」に常備されている。また、各旅行会社向けに仕様変更されたものもあり、大量一括購入する旅行会社（日本旅行や近畿日本ツーリストグループ、私鉄系旅行会社等）ではホテル一覧や広告に代わり自社系列店舗や自社系列ホテル、別な広告等を掲載しており、背表紙も会社名が記載されている。JR系列や中小旅行会社（日本通運や農協観光等）では中身同じで背表紙に会社名を入れるだけの所もある。かつて実施していた「時刻表検定試験」には本誌の指定月号が使われた。
また、時刻データはYahoo!路線情報、乗換案内（ジョルダン）などでも使用されている。

###### デジタル版
2015年5月28日から、本時刻表及び後述の『MY LINE 東京時刻表』の一部内容からなるタブレット端末アプリ『デジタルJR時刻表』のサービスが始まった。特定の駅や列車を絞り込んでの表示、複数の路線の時刻表を一画面で表示される。運行情報など、電子書籍として配信されている『ヨーロッパ鉄道時刻表』『台湾時刻表』とは異なる特長を有するが、アップデートした時点で前の情報は削除され、バックナンバーの保存はできない。

##### 文字の大きな時刻表
発行者は交通新聞社。1,180円、B5判、季刊。『全国版コンパス時刻表』の増刊扱い。同書の内容をそのまま『JR時刻表』と同じB5サイズに拡大したもので、表題の通りその分文字が大きくなっている。みどりの窓口でも使用されている。

##### 全国版コンパス時刻表
発行者は交通新聞社。900円、B6判、月刊。B6サイズの携帯用の月刊小型時刻表で、JRの全線全駅が掲載されている。『JR時刻表』と比較すると、乗り継ぎ案内や、鉄道街の情報などが割愛されている。交通新聞社発行の全国版時刻表の中では一番古い歴史を誇り、前身は1949年9月に鉄道弘済会によって創刊された『全国時間表』。1958年10月に弘済出版社が発行を承継し『コンサイス全国時間表』となるが、商標権の問題から三省堂の申し入れにより1960年9月に『コンパス全国時間表』に改題。1965年4月に『コンパス時刻表』に改題し現在に至っている。最も古い小型の時刻表でもある。2020年時点で公称7万部発行。

##### JR貨物時刻表
発行者は公益社団法人鉄道貨物協会。

##### 北海道時刻表
発行者は交通新聞社北海道支社。550円、A5判、月刊。北海道の鉄道・バス・航路・空路の時刻を掲載している。国鉄時代、大時刻表では省略されていた仮乗降場が掲載されていることで知られていた。国鉄時代から長らく『道内時刻表』として発行され続けてきたが、2017年3月号から現在の名称に変更となった。
2004年までJR北海道の道内公式時刻表はJR北海道グループの北海道ジェイ・アールエージェンシー発行の『北海道ダイヤ時・刻・表』であったが、3月20日発売の4月号で廃刊となり、その後は公式時刻表となってJR時刻表と共に参照用として道内各駅に置かれている。:本文の前に北海道内の特急列車の時刻及び北海道内主要駅と北海道・東北新幹線を経由する本州方面（新青森・仙台・大宮・上野・東京・秋田など）のアクセス、北海道内特急・はこだてライナー・ローカル列車（長万部駅 - 函館駅間）乗り継ぎ時刻、新千歳空港アクセス列車（主に快速エアポート）の時刻をまとめて掲載している。また、宗谷線、石北線についてはバスと鉄道の共通時刻表を掲載している。

##### JR時刻表（仙台）
発行者はJR東日本仙台支社。120円、不定期。文庫版サイズの時刻表で、ダイヤ改正毎に発行する。東北地域のJR在来線・第三セクター鉄道、東海道・山陽・東北・上越・山形・秋田・長野新幹線（延伸後の北陸新幹線）の時刻を掲載。仙台支社管内の主要駅のキヨスク・NEWDAYSで購入できる。2009年のダイヤ改正版から、100円から120円へ値上がりした。

##### JR時刻表（盛岡）
発行者はJR東日本盛岡支社。無料、不定期。文庫版サイズの時刻表で、ダイヤ改正毎に発行する。掲載内容は『JR時刻表（仙台）』と同じ。盛岡支社管内の有人駅で配布するが、ダイヤ改正早々に在庫切れとなる駅や一般配布していない駅もある。

##### JR時刻表（秋田）
発行者はJR東日本秋田支社。無料、不定期。文庫版サイズの時刻表で、ダイヤ改正毎に発行する。掲載内容は『JR時刻表（仙台）』と同じ。秋田支社管内の有人駅で配布するが、ダイヤ改正早々に在庫切れとなる駅や一般配布していない駅もある。

##### My Line 東京時刻表
発行者は交通新聞社。1,375円、A5判、年刊。首都圏の時刻表で、首都圏100kmエリア内においては全国版時刻表では省略されている電車特定区間・私鉄・地下鉄の時刻に関しても、平日・土休日別で全駅全列車が掲載されている。1998年9月創刊。2019年3月号（2月発売）を最後に月刊誌としての刊行を終了し、3月発売の「首都圏大改正号」以後はコンパス時刻表の臨時増刊として、毎年発売されている。私鉄・地下鉄の列車番号を記載しているのもこの時刻表の特長である。

##### 時刻表（高崎）
発行者はジェイアール東日本企画。205円または無料、年刊。JR東日本高崎支社が監修、ジェイアール東日本企画が発売する文庫版サイズの時刻表で、大きなダイヤ改正が無くても季刊で発行していたが、2011年度分より、年1回の発行に変更になった。高崎支社管内路線以外にも、宇都宮線、九州新幹線以外の新幹線、JRバス関東碓氷線が掲載されている。2016年3月発行分までは、これらに加え、管内路線と接続している他支社管内JR在来線（各路線と直通している他社線区間含む）・ローカル私鉄・第三セクター鉄道・バス（関越交通上毛高原駅発着）も掲載されていた（JR以外の一部路線は主要駅・平日のみ）。また、以前は湘南新宿ラインのダイヤが付録として目次よりも前に掲載されていたが、2015年3月発行号（上野東京ライン開通改正）より廃止された。掲載順は、上越・北陸（新潟駅より秋田駅方面乗継掲載）→東北・山形・秋田・北海道（新青森駅より青森駅及び秋田駅、新函館北斗駅より函館駅の各方面乗継掲載）→東海道・山陽（山陽区間一部駅省略）→高崎・上越（上野駅 - 大宮駅 - 高崎駅 - 水上駅間に加え、南は上野東京ライン及び湘南新宿ラインの大船駅・北は越後湯沢駅と広範囲。ただし、水上駅-越後湯沢駅間は土樽駅・岩原スキー場前駅を省略）→信越（高崎管内のみ）・碓氷→吾妻（上越線直通区間込み）→両毛（上越線直通区間込み）→東北（高崎線と接続する宇都宮線区間のみならず、南は大船駅・北は郡山駅と広範囲。ただし、白河-郡山間全途中駅省略）→八高（高崎管内のみ）。各新幹線及び高崎・上越線ページの端は灰色に塗りつぶされている。高崎支社管内主要駅のKIOSK・NewDays・NewDays KIOSKで購入できる。みどりの窓口を利用した際に無料配布されることもある。2019年春分は中止され、今後発刊されるかも不明。

##### ポケットJR時刻表（長野）
発行者はJR東日本長野支社。150円、季刊。文庫版サイズの時刻表で私鉄やJR東海の飯田線、中央西線を含む長野県内の全ての鉄道路線と東海道・山陽・上越・長野新幹線（当時）などが掲載される。年4回の季刊。みどりの窓口で購入できる（キヨスクや書店では購入できない）。2008年冬号まで110円で発売されていた。2021年以降は発売されていない。

##### 時刻表（新潟）
発行者はJR東日本リテールネット。200円、年刊。JR東日本新潟支社が監修、JR東日本リテールネットが発売していた文庫版サイズの時刻表である。2022年をもって廃止。

##### 時刻表（水戸）
発行者はジェイアール東日本企画。290円。JR東日本水戸支社が監修、ジェイアール東日本企画が発売していた文庫版サイズの時刻表である。ダイヤ改正のある3月上旬に発売されていた。水戸支社管内のほか東北本線、両毛線、日光線、常磐線快速電車（2013年版まで平日のみ）・成田線（我孫子支線）のほか、関東鉄道・鹿島臨海鉄道・ひたちなか海浜鉄道といった管内の連絡他社線の時刻表も掲載していた。2018年以降は発売されていない。

##### 時刻表（千葉）
発行者はJR東日本リテールネット。350円。JR東日本千葉支社が監修、JR東日本リテールネットが発売する新書版サイズの時刻表である。千葉支社管内の線区と銚子電気鉄道線、小湊鉄道線、いすみ鉄道いすみ線、鹿島臨海鉄道大洗鹿島線、りんかい線、横須賀線、東海道線（東京 - 熱海）、東海道・山陽・上越・北陸・東北・北海道・山形・秋田新幹線のすべての列車（ただし、総武線各駅停車は平日の初電・終電のみ、武蔵野線は府中本町駅 - 新松戸駅間は主要駅のみ）、中央本線、常磐線の特急列車の時刻を掲載。

##### 時刻表（大宮）
発行者は交通新聞社。400円、季刊。JR東日本大宮支社監修。交通新聞社発行。文庫本（A6）サイズ。同支社管内のキヨスク・NEWDAYSで購入できる。他の支社が発行するものとは異なり首都圏の主要な中距離列車をほぼ全て収録しており（千葉駅以東・以南は、総武線・京葉線直通のみ）、電車特定区間の近距離電車についても平日の初電・終電を収録しているなど関東地方版のJR時刻表といえるほどの収録内容である。2009年版は250円だった。以後、2014年版までは300円（3月まで）だった。2019年春分は中止され、今後発刊されるかも不明。

##### 西日本時刻表
発行者は交通新聞社。748円、B6変型版、季刊。2019年2月号まで「携帯全国時刻表」として発売されていた。2020年2月25日発売の2020年春号より、月刊から季刊に変わっている。
関西・中国・四国・北陸エリアのJR全線全駅全列車を掲載している。また、JR九州管内の 特急列車、観光列車、および西日本・四国エリアの第三セクターの時刻も掲載している。『JR時刻表』では初電・終電のみ掲載のアーバンネットワーク内の各駅停車列車も、全線全駅全列車掲載している。

##### 京阪神版時刻表
発行者は交通新聞社西日本支社。300円、年2回刊。交通新聞社西日本支社が発行するポケットサイズで年2回の季刊時刻表。アーバンネットワーク地域のJR在来線・第三セクター鉄道・東海道・山陽新幹線の時刻を掲載。前述のJR版西日本時刻表とは異なり、大阪地区電車特定区間内の各駅停車については掲載されていない。

##### （姫路・神戸を中心とした）時刻表（JR版）
発行者は交通新聞社西日本支社。205円、年2回刊。ポケットサイズで年2回の季刊時刻表。姫路・神戸地域のJR在来線・第三セクター鉄道・東海道・山陽新幹線の時刻を掲載。

##### 中国版ポケット時刻表（西日本時刻表別冊）
発行者は交通新聞社中国支店。605円、B6変型版。1981年創刊。一部九州を含む中国地域のJR線・第三セクター鉄道、東海道・山陽・九州・西九州新幹線の時刻が掲載されている。東海道・山陽・九州新幹線は全線一括掲載、ひかり・こだまの時刻、山陽本線姫路駅 - 岡山駅間の掲載もある。時刻のほか、本州3社の営業案内、西九州新幹線の運賃なども掲載されている。

##### 九州時刻表
発行者は交通新聞社九州支社。770円（2023年秋号から値上げ）、B6変型版、季刊。2013年2月号までは『九州版 小型時刻表』であったが、3月号より改題された。2016年9月号まで月刊だったが、同年「秋号」から季刊化された。九州・西九州新幹線を含むJR九州の全線とJR西日本の山陽本線・徳山 - 小倉間、山陰本線・長門市 - 下関間、九州内の第三セクター鉄道、東海道・山陽新幹線、博多南線の時刻を掲載。ただし、東海道・山陽新幹線は博多発着列車のみを掲載。改題前は中国地方一部（山口、広島両県に岡山の大部分、山陰の一部）のJR・第三セクター鉄道も掲載していた。

##### 時刻表（京阪神）
発行者はJR西日本。無料、不定期。2021年をもって消滅した。JR西日本が発行する冊子型の時刻表で、路線別にダイヤ改正毎に発行されていた。アーバンネットワークエリアの当該路線の有人駅で配布するが、ダイヤ改正早々に在庫切れとなる駅もあった。発行路線は、「青：琵琶湖線・JR京都線・JR神戸線・湖西線・北陸本線（米原 - 敦賀のみ）・草津線・和田岬線」、「黄：福知山線・JR宝塚線・JR東西線・学研都市線・おおさか東線」、「橙：阪和線・関西空港線・羽衣線・紀勢本線（和歌山-和歌山市のみ）」、「紫：嵯峨野線・山陰本線（園部 - 鳥取のみ）」、「緑：大和路線・おおさか東線・奈良線・万葉まほろば線（桜井線）・和歌山線（王寺 - 五条のみ）・関西本線（加茂 - 亀山のみ）」であり、いずれも（紫の嵯峨野線・山陰本線除く）大阪環状線（初電・終電のみ掲載）の時刻が掲載されていた。2011年の3月12日のダイヤ改正版から琵琶湖線・JR京都線・JR神戸線・湖西線（北陸本線）、阪和線・関西空港線に当該路線エリアの特急列車のみの時刻が掲載されていたが、北陸方面の特急列車の時刻は掲載されていなかった。

##### Time Table（和歌山）
発行者はJR西日本和歌山支社。無料、不定期。冊子型の時刻表で、ダイヤ改正毎に発行する。和歌山支社管内のJR線および阪和線など一部大阪支社管内の部分を掲載。和歌山支社管内の有人駅で配布するが、ダイヤ改正早々に在庫切れとなる駅もある。また、ダイヤ改正時によって掲載内容が異なる場合もある。2004年版まではフォーマットが大きく異なっていた。更に以前には大和路線・桜井線や紀勢本線（新宮駅以東）の時刻も掲載されていた。

##### JR時刻表（金沢）
発行者はジェイアールサービスネット金沢。154円または無料、不定期。JR西日本金沢支社が監修、ジェイアールサービスネット金沢が発売する冊子型サイズの時刻表で、ダイヤ改正毎に発行する。金沢支社管内のJR線、第三セクター鉄道、北越急行、高山本線、湖西線、東海道・山陽新幹線、北陸新幹線の全線・全列車および嵯峨野線、舞鶴線、信越本線の一部列車・区間を掲載。このほか、特急および新幹線の接続表も掲載されている。金沢支社管内の有人駅で配布するが、使い勝手のよさからか、ダイヤ改正前に在庫切れとなる駅もある。数年前までは、年2回発行されていたが、現在は、別冊という形で臨時列車など変更ある部分のみそのつど発行されている。ダイヤ改正時によって掲載内容が異なる場合がある。2009年10月1日ダイヤ改正から有料販売を開始し、154円（税込）でジェイアールサービスネット金沢の店舗（金沢支社管内主要駅のキヨスク・ハートイン・ちゃお）で購入できる。2021年以降は発売されていない。

##### JR時刻表（広島）、時刻表 在来線（広島・山口地区）
発行者はJR西日本広島支社。無料、A6変型判、不定期。2022年3月で配布を終えた、JR西日本広島支社がダイヤ改正毎に発行していた文庫版サイズの時刻表。新幹線・在来線版と在来線版があった。掲載区間は、広島支社管内を中心としたJR在来線、第三セクター鉄道（錦川鉄道・井原鉄道）、宮島航路であり、新幹線・在来線版には東海道・山陽・九州新幹線（東京 - 鹿児島中央を一括掲載）と、ひかり号・こだま号着発時刻（福山・三原 - 博多）も掲載されていた。

##### JR時刻表（米子）
発行者はJR西日本山陰開発。267円または無料、不定期。JR西日本米子支社が監修、JR西日本山陰開発が発行する冊子型サイズの時刻表で、ダイヤ改正毎に発行する。米子支社管内のJR在来線・第三セクター鉄道の時刻を掲載。このほか、特急、JR高速バスからの新幹線の接続表や米子支社管内の主要駅の時刻表も掲載されている。2013年3月16日のダイヤ改正から東海道・山陽新幹線の時刻の掲載がなくなっている。また、ダイヤ改正時によって掲載内容が異なる場合がある。米子支社管内主要駅のキヨスク・デイリーイン・ハートインで購入できるほか、駅の窓口で配布することもある。また、配布用と販売用では表紙が異なる。

##### JR時刻表島根県内用（米子）
発行者は島根県鉄道整備連絡調整協議会。100円、不定期。ジェイアール西日本コミュニケーションズが監修、島根県鉄道整備連絡調整協議会が発行する冊子型サイズの時刻表で、ダイヤ改正毎に発行する。島根県内のJR在来線の時刻を掲載。このほか、やくも 、JR高速バスからの新幹線の接続表が掲載されている。また、ダイヤ改正時によって掲載内容が異なる場合がある。米子支社管轄の島根県内主要駅のキヨスク・デイリーイン・ハートインで購入できる。

##### 時刻表（四国）
発行者は四国旅客鉄道。250円。JR四国が発行していた新書版サイズの時刻表で、JR四国内のダイヤ改正毎に発行されていた。JR四国管内全線、瀬戸大橋線、宇野線、第三セクター鉄道、東海道・山陽・九州新幹線、特急列車・マリンライナーおよび新幹線の接続表、予讃線（伊予市 - 伊予大洲）・予土線・牟岐線沿線の鉄道・バス時刻表、営業案内などを掲載。JR四国管内主要駅のキヨスクで購入できる。また、表紙の4分の1と裏表紙の全体に広告を出している時刻表もあり、協賛社で無料配布される。この配布版は製本されており、表紙も一般発売用と異なっている。平成22年3月改正分では、特急列車の時刻が黒色刷となり1色印刷に、またサイズは変わらないが製本がホッチキスによるものと、簡単化されている。平成23年3月改正分より特急列車の時刻が赤色刷となり、2色刷に戻った。なおJR四国の公式ウェブサイトから各線の時刻表がダウンロードできる。令和4年3月改正分を最後に廃刊となった。

##### 熊本県内綜合 月刊時刻表
発行者は交通タイムズ社。620円、縦15センチ・横20センチの横型。通算500号を超える時刻表で熊本県内の鉄軌道、バス、航路、航空が詳細に掲載されている。主体はバスで路線別に主要停留所の発着時刻、始発からの運賃が記載される。なお、「交通タイムズ社」は熊本市中央区にある出版社であり、自動車雑誌「CARトップ」などを発行する「交通タイムス社」とは別の会社。

##### JTB携帯時刻表
発行者はJTBパブリッシング。廃刊。500円、新書版、月刊。JTBの小型時刻表。JR全線のほぼ全列車が記載されているが、小駅は省略されている（ただし、路線図には全駅を掲載する）。2011年4月号を以って休刊となった。その後は季刊の『JTB小さな時刻表』（但し内容は通常版とほぼ同じでJR線の駅も全駅掲載）が事実上の後継となっている。

##### かんたん時刻表
発行者はJTBパブリッシング。廃刊。380円、文庫判、月刊。文庫サイズで、JRは新幹線・特急・急行列車と関東・中部・関西圏の主要路線が、その他には私鉄の有料列車や停車駅案内等が掲載されている。2006年までは『スピード時刻表』を名乗っていた。2009年休刊。なお2009年2月には、JTB携帯時刻表の臨時増刊扱いで、特急・急行など指定席のある列車のみを掲載した『新幹線&特急時刻表』（350円、文庫版）を発売している。

##### JTB私鉄時刻表
発行者はJTBパブリッシング。1,500円、B5判。日本のJRを除く私鉄全線を掲載した不定期刊時刻表。長野県・静岡県・富山県などを境界に東日本版と西日本版があり、『JTB携帯時刻表』または『かんたん時刻表（旧スピード時刻表）』の臨時増刊号扱い。路面電車は初電や終電付近のみで残りは運行間隔を記載している。ただし、一部併用軌道を持つ富山ライトレールは全列車掲載であり、広電宮島線は初電、終電付近のみ。それ以外の路線については私鉄の全路線全列車の時刻が掲載されている。掲載情報量が膨大で刊行スパンも長いことから、次号発行までの間の補足情報（ダイヤ改正・運賃改定など）が『JTB時刻表』の誌面に掲載されることが多い。ただし、大手私鉄のダイヤ改正情報は紙面が膨大になるため掲載されないことが多い。2005年12月に第1号が発刊された。その後第4号以降は大手私鉄が広範囲でかつ大規模なダイヤ改正が行われた時に発行される傾向にある。第4号は東日本版2008年6月（東京地下鉄副都心線、横浜市営地下鉄グリーンライン開業）、西日本版同年10月（京阪中之島線開業）と分けて発売された。また西日本版は2009年3月（阪神なんば線開業）に第5号が発売されたが東日本版は発売されていない。また、これ以降、東日本版・西日本版とも発売されなくなった（JTBのウェブサイトからも削除されている）。第2号までは定価各1300円だった。
以後、長らく発売していなかったが、2024年3月18日に『JTB私鉄時刻表 関西 東海2024』の名称で復刊。東海3県、関西2府4県の私鉄各線の時刻を掲載。B5判、2,200円。

##### JTB北海道時刻表
発行者はJTBパブリッシング。廃刊。500円、B5判の変形で横長。JTBが発行していた北海道地域の月刊時刻表で、1944年創刊と歴史は古い。道内の鉄道・バス・航路・空路の時刻を掲載。2008年1月24日に同年4月号をもって休刊となる旨がJTB北海道より発表され、そのまま休刊となった。

##### JTB九州時刻表
発行者はJTBパブリッシング。廃刊。500円。北海道時刻表より一足早く、2000年頃廃刊となった。巻頭の路線図は末期まで昭和30年代作成と思われる原版を修正して使用していたため、現在では消滅した地名やバス停名（旧駅名）が多く掲載されていた。

##### 夏休み時刻表ポケモン・スタンプラリー特別号
発行者は交通新聞社。600円。『MY LINE 東京時刻表』の増刊号として2006年から2010年まで毎年夏に発行されたJR東日本ポケモン・スタンプラリーへの参加者に便利な子供向け時刻表。首都圏のスタンプ設置エリア内のJR全線・全駅、東京モノレール線の時刻を掲載し、スタンプ設置駅の構内図も掲載。2006年版と2007年版以降では内容が異なり（価格は、2008年版までは500円。2009年版より改定）。2006年版：サイズはA5版、駅名などにフリガナがあることを除けば時刻表本文自体は『MY LINE東京時刻表』と同じ体裁であり（各路線ごとの掲載範囲も同じ）、当該区間については全列車が掲載されている。また本の厚さも手頃であったため、本目的によらず単に携帯用としても価値があった。2007年版以降：サイズはB6版、表紙に表記されている通り文字が大きくなっており9:30 - 16:00のラリー時間帯（ゴール駅は17:00まで）に合わせた時間の列車のみ掲載されている。またカラーページはもちろん、時刻表本文の背景にもポケモンのイラストが入るなど完全に本目的に特化した内容となった。掲載範囲もほぼ「スタンプ設置駅範囲内」に限定されている。節電ダイヤの影響で規模が大幅に縮小された2011年以降、発行されていない。

##### ポケット版 文字でか時刻表
発行者は交通新聞社。421円、A6変型判、季刊。JTBの『かんたん時刻表』に相当する小型時刻表でJRの新幹線、特急などの指定席連結列車のみ掲載している。また、時刻等の文字が大きく印刷されている。2010年現在は季刊。2015年春号を最後に休刊となる。

##### 中部編時刻表
発行者は交通新聞社東海支社。370円、季刊。交通新聞社東海支社が発行していた文庫版よりひと回り小さいサイズの季刊時刻表で、東海・北陸地域のJR在来線・第三セクター鉄道（あいの風とやま鉄道は富山駅以西のみ）・東海道・山陽・上越・北陸・東北・山形・秋田新幹線・JR東海バス関連の高速バス・伊豆急行線の時刻が掲載されていた。東海・北陸地区のキヨスク・ハートイン・ちゃおで発売されていた。JR東海管内は基本的に全駅全列車掲載となっていて、 東海道本線（豊橋 - 大阪；但し米原駅以西は米原駅発着列車のみ掲載）・中央本線（名古屋 - 中津川）・武豊線・太多線のページでは平日・土休日ダイヤに分かれて掲載されていた。JR東日本路線は、東海道本線・伊東線は東京駅までの時刻が掲載されていたが、小田原以東のみ運転の列車や臨時列車は割愛となっていた。中央本線・篠ノ井線・大糸線は、新宿駅まで掲載されていたが、臨時列車や大月から立川以東に直通する列車は割愛となっていた。関西・九州方面は、前述の米原発着の東海道本線の他、小浜線との繋がりが深い舞鶴線が全列車掲載されていた一方、草津線は三重県に駅がありながら掲載されなかった。また、九州新幹線は新大阪駅発着列車のみ掲載されていた。2020年夏季号で休刊となった。

##### 小型全国時刻表
発行者は交通新聞社。620円、B6変型判、月刊。小駅が省略された携帯用月刊小型時刻表であり、サイズは若干異なるが、JTB携帯時刻表（2011年休刊）に相当する時刻表であった。JRは近郊区間を除き全列車掲載、小駅は省略されているが、同社の『携帯全国時刻表』や地方版でカバーされていない東日本については省略されている駅が少ない。JTB携帯時刻表が休刊となる2011年4月号までは500円だった。B6判を下回るサイズで全線をカバーする携帯用時刻表では最後まで残っていたが、2021年8月号で休刊となった。2020年時点で公称7万部発行。

##### MATT関東圏JR線私鉄線時刻表
発行者は八峰出版。2003年休刊。1987年4月創刊（当初は年2回刊、1988年4月より季刊）、1991年4月より月刊化、2003年1月号を最後に休刊。東海道・山陽・東北・上越・長野新幹線（当時）と関東圏を発着する特急・寝台特急と首都圏地区とその周辺のJR線、私鉄線、第3セクター、高速バスを掲載。ただし、山手線や営団銀座線・丸ノ内線などは早朝・深夜のみの掲載。鶴見線の土休日ダイヤに至っては全く掲載されていない。線区によっては早朝・深夜を除き主要駅のみの掲載。毎月1路線（山手線または地下鉄線が多い。山手線の場合は内回りと外回りで各1号ずつ）の全駅全列車時刻が特集で組まれる。月刊時点での掲載範囲は発刊当時の『My Line 東京時刻表』より若干広かった（現在の『My Line東京時刻表』とほぼ同程度）。発売当初は列車名がカタカナ表記（ﾋｶﾘ・ｺﾀﾞﾏ・ﾔﾏﾋﾞｺ等）だったり、京急井土ヶ谷駅と弘明寺駅停車の急行の種別表記は「井弘」、小田急本厚木駅以西各停の急行は「厚急」等と言った具合に基本急行とは区別した書き方をしており、現在の交通新聞版よりも見難い部分も多いが、比較的親切に書かれていた。なお月刊化前の1990年には別冊として中央線総武線時刻表、京浜東北線時刻表が1回だけ発行されている。

##### KATT関西圏JR線私鉄線時刻表
発行者は八峰出版。2002年休刊。1988年4月『KATT関西圏名古屋圏時刻表』として創刊、1988年9月に名古屋圏を『NATT』に分離し季刊化、1994年9月の関西空港開港時にあわせて月刊化。2002年12月号を最後に休刊。東海道・山陽新幹線と関西圏を発着または通過する特急・寝台特急と京阪神地区とその周辺のJR線、私鉄線、第3セクター、高速バスを掲載。ただし、大阪市営地下鉄、大阪環状線など一部線区は早朝、深夜のみ掲載。線区によっては早朝・深夜を除き主要駅のみの掲載。毎月1路線（大阪環状線や大阪市営地下鉄線などが多い）の全駅全列車時刻が特集で組まれ、全国版では掲載されない大阪環状線の全部の駅の快速電車も含む全部の電車の時刻が掲載されたことがある。

##### NATT名古屋・東海圏JR線私鉄線時刻表
発行者は八峰出版。2002年休刊。1988年9月、『KATT』から分離する形で創刊。長らく年2回刊であったが1997年より『MATT/KATT』の別冊扱いとなり、それ以降は2002年秋号（11月発行）廃刊まで季刊。上記2誌と異なり最後まで月刊化はされなかった。東海道・山陽新幹線と名古屋・東海圏を発着または通過する特急・寝台特急と、東海地区（当初は名古屋圏、1997年以降は静岡県内を含む）とその周辺のJR線、私鉄線、第3セクター、高速バスを掲載。なお毎回1路線（ほぼ毎回名古屋市営地下鉄線）の全駅全列車時刻が特集で組まれる。

##### ポケット全国時刻表
発行者は交通案内社。2004年廃刊。1948年10月『ポケット全国時間表』として創刊、1965年4月『ポケット全国時刻表』に改題。一部小駅が省略されており、他社では『小型全国時刻表』『JTB携帯時刻表』に相当。両者が新書版サイズなのに対し、こちらは一回り小さい文庫版サイズで、これは全国版の時刻表としては唯一。その分厚みがあった。通算664号。

##### 日本時刻表
発行者は交通案内社。2004年廃刊。1950年10月『日本時間表』として創刊、1965年4月『日本時刻表』に改題。B6版の時刻表で、国鉄→JR線は全線全駅掲載であるほか、会社線・バスについても比較的多くページがとられており、同じ版形の『全国版コンパス時刻表』と比べ情報量が多かった。通算640号。

##### JR時刻表（岡山）
発行者は西日本旅客鉄道。無料、A6変型判、不定期。JR西日本岡山支社がダイヤ改正毎に発行していた文庫版サイズの時刻表で、岡山支社管内のJR在来線、第三セクター鉄道（智頭急行・井原鉄道・水島臨海鉄道）、東海道・山陽・九州新幹線の時刻が掲載されていた。岡山支社管内の有人駅で配布されていたが、ダイヤ改正早々に在庫切れとなる駅もあった。表紙を協賛広告に差し替えた版も協賛社・岡山支社管内の駅で無料配布されていた。2016年3月26日ダイヤ改正版から新たに、姫新線（姫路〜佐用間）と智頭急行の時刻が掲載されていた。掲載区間は版によって変わる場合があった。2020年3月14日ダイヤ改正版をもって、蛇腹式・名刺型時刻表と共に発行終了となった。

##### KYUSHU RAILWAY COMPANY 時刻表（九州）
発行者は九州旅客鉄道。無料、不定期。JR九州がダイヤ改正時に発行していた文庫版サイズの時刻表で、九州新幹線を含むJR九州の全線と九州内の第三セクター鉄道、東海道・山陽新幹線、博多南線の時刻が掲載されていた。ただし、東海道・山陽新幹線は博多発着列車のみの掲載。営業案内や運賃案内は非掲載だった。JR九州管内の駅の窓口で申し出れば貰えた。2020年3月改正分では全196ページ、約23万部発行。需要減少や新型コロナウイルス感染拡大による経営悪化のため、同号を最後に廃刊となった。

##### 綜合時間表
発行者は九州旅行案内社。514円。九州旅行案内社の発行するA6判サイズ（まさに文庫本サイズの272頁）の月刊時刻表。九州地方のJR全線・全駅の時刻はもちろん、東海道山陽九州新幹線・私鉄会社線・九州内すべての高速バス・主要観光地などの路線バス・空港連絡バス・九州発着の航路・空路の時刻・定期観光バスなどを詳しく掲載。なお、西鉄天神大牟田線についても特急・急行等主要停車駅の抜粋だが、平日ダイヤと土休日ダイヤの両方について全列車掲載。途中駅から（まで）各駅停車になる急行列車についてはその境界駅により「急フ」（二日市以南各停）、「急チ」（筑紫以南各停）、「急ハ」（花畑以南各停）という独特の表記が見られる。携帯サイズながらJR時刻情報の内容は全国版とほぼ同等、私鉄バス路線の時刻情報などは全国版以上に充実している。時刻検索も容易で見やすい。ただ時刻表記に特徴があり、午前9時台までは例えば「9.30」（午前9時30分）と、「時」に相当する部分の二桁目にピリオドが入る。九州内のキヨスク、書店、JR九州駅併設の一部コンビニ（ファミリーマート）などで販売。2016年10月号で休刊。

##### 東武時刻表
編集・発行は東武鉄道、編集協力は交通新聞社。A5変形判、800円（2012年3月17日号までは400円、2013年3月16日号は500円）。最新号は2024年3月16日号。原則ダイヤ改正の1週間ほど前に発行されるが、2012年3月17日改正時は改正4日前となる3月13日に、2009年6月6日改正時は改正2日前となる6月4日に発行された。
一旦『東武時刻表』として1979年に創刊後、1982年に再創刊され1994年まで『東武時刻表』として東武本線と東上線が一緒に掲載されていた。B5版。この時期は東武鉄道全線の時刻表の他、東武バスや他社線（野岩鉄道、会津鉄道、秩父鉄道、ニューシャトル、上毛電気鉄道、両毛線など）の時刻表も掲載されていた。その後、1995年から『東武線時刻表』に改題されサイズもA6変形判（15cm×10cm）に変更、これ以降は東武本線（野岩鉄道含む）のみ掲載に変更された。2004年以降はサイズが現行のA5変形判に変更され、書名も『東武時刻表』に戻った（東上線系統は2016年から掲載再開）。
本線系統は野岩鉄道と会津鉄道の会津高原尾瀬口〜会津田島間の各駅も掲載。会津田島以北に直通する列車については会津若松の発着時刻もあわせて掲載。新宿発着のJR直通特急のJR区間内については大宮・浦和・池袋・新宿の時刻を掲載しているが、『東武時刻表』ではこれら4駅については「JR」を冠して「JR大宮」「JR浦和」「JR池袋」「JR新宿」と表記している。特に大宮・池袋についてはそれぞれ自社線（東武野田線・東武東上本線）も発着するため、それとの区分けもある。相互直通を行っている路線の時刻表を除けば「他社線連絡時刻表」の類は存在しない。また、東京メトロ日比谷線・東京メトロ半蔵門線・東急田園都市線（田園都市線内の列車種別（急行・準急・各停）及び、田園都市線内急行停車駅の時刻のみ抜粋）の時刻表は東武線直通列車のみの記載となっていたが、2016年3月改正分からは掲載されなくなり、その部分に東上線、越生線を掲載している。また、東京メトロ半蔵門線が相互直通運転を行っている東急田園都市線のダイヤ改正によって東武本線側でも半蔵門線直通電車の種別および発着時刻に変動がある場合も、東武本線側の改正範囲が少ない場合（2008年3月改正時など）は発行されない場合もある。東京メトロ日比谷線に東急東横線が乗り入れていた時期も同様であった。
これのポケット時刻表版で、伊勢崎線系統の久喜以北、日光線系統の南栗橋以北を中心で記載されたものが無料頒布されていた。東武本線系の線区のうち運転系統も車両運用上も完全に独立している野田線だけは他線とは別に改正を行うことも多いが、野田線改正のみの1995年、1999年、2004年は東武線時刻表を発行していた。2005年の流山おおたかの森駅開業時（このときも本線の改正は無かった）は東武時刻表の「別冊」として無料配布（2004年版東武時刻表は別冊を挟んで販売）され、2007年3月の野田線ダイヤ改正時には東武野田線とスペーシア（「しもつけ」「きりふり」含む）および「りょうもう」の時刻を収録した『東武野田線時刻表』が発行されており、野田線のみの時刻表を有料の冊子として発行したのはこの時が初である。野田線は2011年7月にも単独で改正を行っているが、このときはポスターサイズの1枚ものを配布しており、冊子型時刻表は作成されなかった。2017年は4月21日号（同日ダイヤ改正、リバティ運行開始）と7月22日号（東武ワールドスクウェア駅新設、「SL大樹」の運行開始に対応）の2回発刊された。掲載順（平日・土休日とも）は伊勢崎線久喜以南・日光線南栗橋以南→伊勢崎線久喜以北・佐野線・桐生線→日光線南栗橋以北・宇都宮線・鬼怒川線・野岩鉄道会津鬼怒川線・会津鉄道会津線（会津高原尾瀬口〜会津田島間）→東武野田線→東上線、越生線。日光線系統区間快速以上、りょうもうは巻頭カラーページに収録。

##### 東武野田線時刻表
発行者は東武鉄道。100円、B6判。野田線のみの改正があった際に発売された。

##### 東武東上線時刻表
発行者は東武鉄道。210円。16cm×10cm。東上業務部発行で東武東上線のみの収録となっている。東上本線と越生線がひとつのページに掲載されている（初期のものは別々のページに掲載されていた）。東武時刻表が東武本線のみ収録となる前から存在している。土曜ダイヤがあった時期（1991年、1993年）を除き平日用と土休日用（1989年版は休日用）が背中合わせに製本されているのが特徴。ふじみ野駅開業に伴うダイヤ改正を収録した1993年版以降は優等列車をカラー表示した4色カラー印刷となった。1991年版は駅売店で有料販売していたものと同様のものを東武百貨店池袋本店で無料配布していた。また1990年以前は朝夕の時刻表のみ掲載されたリーフレットの東上線時刻表が各駅で無料配布されていた。近年の改正においては改正時の広報紙『ゆあ東上』（タブロイド判）にて平日朝上り夕下りのみ東上線時刻表（越生線も同様の時間帯のみ抜き出している）を掲載している。時刻表の体裁自体は本冊子と全く同じものである。最新号は2016年3月に発売された。相互直通を行っている路線の時刻表を含めて「他社線連絡時刻表」の類は存在しない。また、乗り入れ先の東京メトロ有楽町線・東京メトロ副都心線・東急東横線・横浜高速鉄道みなとみらい線の時刻表も記載されていない。

##### 西武時刻表
発行者は西武鉄道。360円、B5判（第1号 - 第7号、第21号 - ）A5変形判（第8号 - 第19号）。最新号は第33号（2023年3月18日改正）。制作・発行は西武鉄道、編集協力は交通新聞社。1979年創刊。1988年発行の第7号まではB5判、1989年発行の第8号 - 2007年発行の第20号まではA5変形判に変更されたが2008年発行の第21号より再びB5判に戻った。2007年発行の第20号より交通新聞社が編集協力となり、20号では8号のサイズ縮小化（B5→A5変形）以来ほとんど変化の無かった時刻表ページの体裁が交通新聞社の制作スタイルに変わったために、1ページあたりの列車数が19本から16本に減りページ数が増えた。第21号も交通新聞社の編集スタイルで編集されているが、サイズ拡大化にともない1ページあたりの列車数は23本になっている。文字は第20号よりさらに拡大されている。特急は第18号までは灰網掛け、第19号は赤網掛け、第20号以降は赤文字表示である。第8号でA5変形にサイズ変更した際にはB5判だった第7号（第6号以前の体裁とは異なる）の体裁をほぼそのままA5変形に縮小したため、第8 - 19号までは1行当たりの幅が狭くなっていた。秩父鉄道線に関しては西武線電車の乗り入れ区間（長瀞 - 三峰口）のみの掲載になっている。第20号までは新宿線と拝島線・多摩湖線、国分寺線のページが別々だったので新宿線のページで小平駅・東村山駅での各線の接続時刻表が掲載されていた。第21号からは東京時刻表に近い体裁になっている。第20号までは他社線との接続駅の時刻表が掲載されていた。また、埼玉西武ライオンズを保有していることから、メットライフドームでの野球開催時臨時ダイヤも掲載されている。第20号では野球ダイヤページがカラー化され2007年時点での主力選手の選手紹介（中島裕之、片岡易之、西口文也、和田一浩、帆足和幸、小野寺力、赤田将吾、中村剛也、涌井秀章）も掲載されていたが第21号では選手紹介の類は省略され時刻表部分も2色刷の時刻表になっている。かつては試合終了時間に合わせて臨時列車を運行していたため「行き」のみ掲載であったが近年は試合終了時間にかかわらず同一のダイヤで運行されるようになり、「帰り」のダイヤも掲載されている。なお、かつては西武園競輪への競輪ダイヤのページもあったが21号より西武園線および国分寺線ページの本文中に記載されている。第19号は西武鉄道ホームページより西武線時刻表部分の全ページがPDF化されたものをダウンロードすることができた。西武バス時刻表については過去8号を除き掲載されていたが、第21号・第22号では別冊化されている。第23号は2011年3月に販売された。掲載順（平日・土休日とも）は池袋線・豊島線・西武秩父線＜狭山＞→東京メトロ有楽町線直通列車・東京メトロ副都心線直通列車・西武有楽町線→新宿線・拝島線・多摩湖線（北）＜多摩湖線（南）・西武園線＞→国分寺線→山口線・多摩川線 特急レッドアロー（池袋線・「小江戸」）ダイヤは巻頭カラーページ、野球ダイヤは池袋線平日ページの前。

##### 京成時刻表
発行者は京成電鉄。490円、B5判（vol. 25 - ）、24cm×12cm（vol. 18 - vol. 24-3）、A5変形判（vol. 1 - vol. 17）。1981年創刊。最新号は2022年版（11月26日改正）「Vol.31」。現在は発行は京成電鉄、編集はJTBパブリッシング、編集協力は京成エージェンシーとなっているが、vol. 1 - vol. 8までは発売元が京成ストアとなっていた。成田空港アクセス開業時のvol. 25より大幅に体裁が変更となった。サイズがB5判に拡大された他、北総線や成田スカイアクセスが京成本線と同じページに掲載されるようになった反面、運行系統が完全分離された金町線が別ページ、千葉線・千原線は新京成線（現・京成松戸線）と同じページに掲載されるようになった。Vol. 25よりスカイライナー・シティライナー・モーニングライナー・イブニングライナーは赤字で記載されるようになっている。JTBパブリッシング編集であるが、見開きの右ページでも左側に駅名を並べる（駅名の読みは1ページ目に掲載する）交通新聞社編集の時刻表に多い方式となっている。これは後述の京急時刻表も同様。京成線全線の時刻表（+泉岳寺以北の都営浅草線全駅など）を1つの表で表示できるようにするため、vol. 18 - vol. 24-3では24cm×12cmという特殊なサイズとなっていた（1994年のvol. 14 - 1997年のvol. 17までは千葉線が別ページになっていた）。昔から全線分の時刻表を1つの表で表示することを重視していたため、種別は2行分（vol. 24-3までは1行分）、行先は1行分のスペースしかなく行先駅名は基本的に2文字の略称となっている。Vol. 24-3までは種別も省略形となっていてスカイライナーが「ラ」を台形（上辺が長い）で囲んだ形、特急が「特」を六角形で囲んだ形、急行が「急」を○で囲んだ形になっていたのはかつての種別板の模様や初代スカイライナーAE形のヘッドマークがこのような形であった名残である（特急や急行においてはvol. 25以降でも京急線・北総線内の種別表記として残っている）。Vol. 25は京成線の種別については省略形ではなくなっている。京成系列で直通先の北総鉄道や新京成電鉄、相互直通先の都営浅草線（泉岳寺以西は省略されている）や芝山鉄道の時刻は京成線に乗り入れない列車も含めて全列車が掲載されている。また京急線は泉岳寺駅に乗り入れる列車のみの掲載となっていて、京急蒲田駅・羽田空港国内線ターミナル駅・横浜駅の時刻も掲載されている。京急線での列車種別も記載されているが、2009年2月発行のvol. 24-3では記載されていなかった。時刻表は京成線の駅ではないが北総線の駅売店でも発売されているほか、松戸線の駅売店では新京成線（SKショップ）時代から発売されていた。京成時刻表では初期から編成両数が記載されていた（新京成の列車番号および両数が掲載されるようになったのは京成と直通開始したvol. 24から）。Vol. 25では編成両数の記載は無い。また他社の時刻表には無い「改訂版」があったり「vol.XX-2」が発行されるなどしているため、vol.○○の数字よりも実際は多く発行されている。たとえば、vol.27はVol.27-3（2016年11月19日改正版）まで発行されている。他社に無い特徴として巻末に「時刻表発行記録」があり、これによって1981年創刊からの京成の主なダイヤ改正内容がわかるようにもなっている。掲載順は（平日・土休日とも）本線・押上線・北総線・成田スカイアクセス・東成田線・芝山鉄道線・都営浅草線・京急線→金町線→千葉線・千原線・松戸線。

##### 京王線・井の頭線時刻表
発行者は京王電鉄。300円、B5判。1984年創刊。大規模改定時にのみ発行され、小規模な改正の場合は増刊や訂正版などの発行も行われない。1986年発行の第2号の次は、橋本特急ができた1992年5月まで発行されておらず、1988年の相模原線南大沢開業や1990年の相模原線全通、1991年の本八幡本駅開業に伴う相互直通運転区間本八幡延伸時でさえ、冊子型時刻表は発行されていない。1990年代までは毎号異なるサイズや体裁で発行されていたが、2001年発行の第5号以降はほぼ現在のスタイルとなった。編集協力は1997年発行の第4号だけがかつてMATTなどを出版していた八峰出版、それ以外はすべて弘済出版社→交通新聞社である。1986年発行の第2号は平日版、休日版の2冊子制で、大手私鉄の時刻表では他社では相鉄のみ、かつて採用した事例を含めても京急と阪神の時刻表で採用していた程度である「追い抜き形」を引き続き採用しているなどの特徴がある。第7号の時刻表部分については現在、都営新宿線のページも含めて、京王グループ公式ウェブサイトよりPDF化された時刻表をダウンロードすることができた。掲載順は京王線・相模原線・競馬場線・動物園線・高尾線（平日）→京王線・相模原線・競馬場線・動物園線・高尾線（土休日）→井の頭線（平日・土曜・休日とも）→都営新宿線。2018年2月22日のダイヤ改正では冊子型の時刻表は発行していないが、京王グループ公式ウェブサイトからPDF化された時刻表をダウンロードできる。

##### 小田急時刻表
発行者は小田急電鉄。690円、B5判。最新号は2023年ダイヤ改正号（同年3月18日改正）。交通新聞社発行。本時刻表の創刊前に一時期、協和企画版の時刻表などが発行されたこともあるが、交通新聞社（旧弘済出版社）発行の全駅全列車掲載の時刻表は1990年3月の多摩線唐木田開業時創刊と、他社に比べて比較的遅めである。運転本数が多い小田原線と江ノ島線は一つのページにまとめられていて、相模大野駅での接続がわかりやすくなっている。また、2009年3月発行の時刻表からは小田原線・江ノ島線と同じページに小田原駅始発の箱根登山電車も記載されるようになり、小田原駅での接続もわかりやすくなった。特急列車には専門のページが用意されていて、使用車種も掲載されている。他社線では箱根登山電車・箱根登山ケーブルカー・東京メトロ千代田線・JR常磐線各駅停車・江ノ島電鉄線の全駅時刻表が掲載されている。箱根登山電車・箱根登山ケーブルカーに関しては箱根湯本駅・強羅駅での接続を重視して小田急線の直後のページに掲載されている。また、箱根登山電車・東京メトロ千代田線・JR常磐線各駅停車に関しては小田急線に乗り入れない列車も含めて全列車が網羅されている（千代田線は北綾瀬 - 綾瀬間の線内運転列車を除く）。2009年版までは、小田急線から接続する他社線連絡駅の時刻表も掲載していた（現在は後述の通り御殿場線松田駅の発着時刻のみ掲載）。現在はトラベルMOOK扱いとして発行されており、私鉄の時刻表で唯一ISBNが付与されている（2012年版は ISBN 978-4-330-27912-1、2009年版は ISBN 978-4-330-05309-7）。そのため一般の書籍流通ルートで流通でき、一般書店で注文したりAmazonや主なネット書店等でも購入することが可能である。2008年版以降は鉄道博物館でも発売されている。なお、2008・2009・2012年の改正時はMY LINE東京時刻表3月号（改正号）に改正時刻が収録されなかったため、本誌が改正後の時刻を掲載した最初の時刻表となった。また、大きな改正のなかった2010年・2011年は発売されなかった（一方、小規模だった2017年は発売された）。2012年はロマンスカーの運行本数・区間・停車駅の改訂等を予定（「あさぎり」「メトロはこね」も参照）していたことから、2009年以来3年ぶりに発売された。トラベルMOOK扱いになる前は、箱根登山、千代田線、御殿場線といった直通線区はおろか、横浜線や相模線あたりまで全列車を掲載、全駅分のポケット時刻表や小田急線全駅に発着する全バス系統（小田急バス以外の会社まで掲載）の時刻表まで掲載されていた。2002年版までは小田原線と江ノ島線は別ページであったが、2003年版より内容の削減や小田原線と江ノ島線を同一の表にし文字サイズが縮小されるなどの変更があったためにページ数が大幅に削減され、今は全列車掲載している他社線は小田急箱根、千代田線・常磐線各駅停車および江ノ島電鉄のみ。掲載順は（平日・土休日とも）特急ロマンスカー（カラーページ）→小田原線・江ノ島線→多摩線→箱根登山電車・箱根登山ケーブルカー→東京メトロ千代田線・JR常磐線各駅停車→江ノ島電鉄線→小田急ハイウェイバス→JR御殿場線松田駅発着時刻（上り・下り）。

##### 観光沿線ガイド 小田急時刻表
発行者は小田急電鉄。260円、21cm×10cm、季刊（基本的には1、4、7、10月に発行）。アルファサービス（旧：観光沿線）発行の時刻表であり、上記の交通新聞社発行の時刻表より前から刊行されている。小田急線内は準急以上については全列車掲載だが、区間準急以下は初電・終電付近のみ掲載としている。なお、本書の性格上沿線の各観光地へのバス時刻表なども掲載されている。

##### 京急時刻表
発行者は京浜急行電鉄。410円、B5判。最新号は2019年度版（10月26日改正）。1984年創刊 - 1999年まで協和企画編集、2000年 - 2014年は交通新聞社編集（2003年からは発行）。2015年からはJTBパブリッシング編集（発行は京急アドエンタープライズ）。交通新聞社発行であった頃は鉄道博物館でも発売されていた。2007年度版までは350円、2014年版までは300円であった。協和企画版の発行の頃は協和企画版標準の「追い抜き型」時刻表であり、優等列車が下位の列車を追い抜く回数の多い京急では始発駅から終着駅とで1ページくらい前後する場合もあった。交通新聞社編集となってからはJTBパブリッシング編集の現在まで追い抜き型ではないごく普通の列車時刻表になっている。また、JR時刻表に倣い「特急以上は赤文字」となっている（JTBパブリッシング編集に変更後も継続）。他社線では都営浅草線・京成押上線の全駅と北総線の一部の駅の時刻表が掲載されている。都営浅草線に関しては泉岳寺発着の列車に接続する西馬込発着列車の時刻も掲載されている。なお1999年版は協和企画が発行した最後の冊子型有料時刻表となった。協和企画は当時より2009年まで京急をはじめとする首都圏主要各社（相鉄、小田急、京王、東京地下鉄は除く）のポケット時刻表も作成していたが、2010年2月に破産した。2010年版は5月に京急線がダイヤ改正を行ったものの、7月に京成線で大規模なダイヤ改正（成田スカイアクセス開業関連）が行われたことや10月に羽田空港国際線ターミナル駅開業、羽田空港駅の羽田空港国内線ターミナル駅への改称があるため、10月16日発売となった。2014年版まではA5判で価格も300円であったが、2015年版よりB5版・410円に変更されたほか、列車の両数も記載されるようになった。掲載順は（平日・土休日とも）本線・空港線・逗子線・久里浜線→大師線→都営浅草線・京成押上線・北総線・成田スカイアクセス。

##### 相鉄電車時刻表
発行者は相模鉄道。無料、B6変形判。比較的早期の1989年版から既に急行や快速の時刻の色を変える2色カラー、3色カラー編集を行っており（現時点では最後の有料冊子となった2003年改正版は除く）、一時期は小田急電鉄と同様に全駅分のポケット時刻表が掲載されていたこともある。1999年版までは横浜市営地下鉄の全線時刻表も掲載されていた（当時は横浜市交通局も市営地下鉄分のみ掲載していた冊子型時刻表を無料配布していた）。その後も接続駅の発車時刻表やバス路線図等は掲載されていた。無料配布開始は2006年5月改正時以降。ただし、近年では2012年改正版は発行されていない。無料配布後は相模鉄道の鉄道路線以外の情報は全てカットされている。無料配布となった現在も、優等列車待避が発生する場合は掲載順も入れ替わる「追い抜き型」となっていて、通過駅間は1本のつながった線が引かれるなど現在もかつての協和企画版時刻表の雰囲気が残っている。一方、協和企画版当時から同社発行の時刻表には珍しく列車番号の記載があり、現在に至るまで列車番号が省略されたことは無い。2017年3月18日改正現在は、PDF版の時刻表を同社ウェブサイトで公開。追い抜き型も継続している。
2023年3月の相鉄・東急直通線開業時には、冊子型時刻表として「相鉄・東急新横浜線開業 記念時刻表」を相鉄・東急電鉄の各駅にて限定発売した。掲載範囲は相鉄全線と、東急東横線・目黒線・東急新横浜線・横浜高速鉄道みなとみらい線およびその他の相互直通運転先の主要駅となっている。

##### 名鉄時刻表
発行者は名古屋鉄道。800円、B5判。交通新聞社が編集協力。1984年創刊。原則として全線改正時に発売される。沿線バス情報も充実しており、高速バス・路線バス含めた名鉄バス全線、名鉄沿線発着の他社バス路線の駅発時刻表及び運行図も掲載されている。さらに時刻表ページの文字サイズが近鉄などより大きいこと、路線が多いこともあり私鉄時刻表の中で最も分厚く価格も高い時刻表となっている。Vol.23では創刊後初めてバス時刻表が省略されたため販売価格が500円であった。小規模な時刻修正レベルの改正の場合は別冊が無料配布されるが、「列車については変更されている列車のみ、バスについては変更されている停留所のみ」掲載でありながら別冊だけで100 - 200ページになることもある。また原則として名鉄線の各駅からのバスの時刻を掲載するため、名鉄バスのみならず知多バス・岐阜バス・豊鉄バスなど名鉄系のバス会社の時刻も掲載される。時刻表本文の基本的な体裁は、創刊時より今に至るまでほとんど変化が無い（沿線案内が省略される号があったり、掲載順などが若干変わったりはしている）。交通新聞社が協力しているものの、フォーマットも独自のものである。Vol.20までは東海道新幹線と近鉄特急（いずれも名古屋駅発着の列車のみ）の時刻表も掲載されていた。近年は改正日の約1ヶ月前に発売開始となっている。以前は「上り」を先に掲載していたが、現在は「下り」から掲載される。岐阜市内線が残存していた頃に発行されたvol.20までは、岐阜市内線については初電および終電のみの掲載であった。その他の600V区間は本数が僅少のため全列車掲載であったが、美濃町線については一部電停が省略されていた。掲載順は（平日・土休日とも）：名古屋本→豊川→西尾・蒲郡→三河山→三河海→豊田・鶴舞→常滑・空港・河和・知多新→築港→瀬戸→津島→尾西→犬山・各務原→広見→小牧・上飯田→竹鼻・羽島。相互乗り入れする名古屋市営地下鉄鶴舞線と上飯田線も、地下鉄線内折り返し列車も含め全列車掲載されている（vol.23まで鶴舞線は「豊田線または犬山線に直通する列車のみ」掲載されていた。また、上飯田線は線内折り返し列車が1往復しかないため開業当初から掲載されていた）。豊橋鉄道に関しては渥美線新豊橋駅・三河田原駅からの時刻と運賃、東田本線（市内電車）の駅前停留所の時刻を巻末に掲載している。さらに名鉄海上観光船、太平洋フェリー、伊勢湾フェリーの時刻と運賃も掲載している。巻頭には名鉄グループ企業だけでなく、在名民放テレビ局で当社が協賛する一部の番組広告も、当該放送局と名鉄グループの連名で掲載されている。2011年12月17日に実施されたダイヤ改正（太田川駅立体交差化完成に伴うもの）に対応するVol.26を最後に販売されなくなった。2021年10月30日ダイヤ改正では、路線別時刻表のPDFファイルをウェブサイトに掲載し、冊子で使用していた時刻表と同じ形式のものが閲覧できるようになっている。

##### 近鉄時刻表
発行者は近畿日本鉄道。1,000円、B5判。編集はアド近鉄（2010年まではメディアート）、時刻表ページの編集は交通新聞社。1974年2月に創刊。1993年春・夏以降に発行した時刻表については近鉄の全線・全駅・全列車を掲載。伊賀鉄道・養老鉄道・四日市あすなろう鉄道は全駅・全列車掲載、三岐鉄道は主要駅・全列車掲載、Osaka Metro中央線・京都市営地下鉄烏丸線は主要駅・直通列車掲載、阪神は阪神なんば線全駅と本線快速急行停車駅・直通列車のみ掲載。鉄道関係以外では近鉄バス、三重交通、奈良交通、伊勢志摩地方の観光船・伊勢湾フェリーのうち一部の時刻も掲載されている。

##### 南海時刻表
発行者は南海電気鉄道。無料、新書判。2007年8月改正時より無料化され、南海線・空港線版（高師浜線、多奈川線、加太線、和歌山港線含む）と高野線・泉北高速線版（ケーブル・汐見橋線含む）に分けて発行されるようになった。冊子の全体的な体裁はJR西日本（大阪、京都、神戸、和歌山の各支社）が無料配布している冊子型時刻表に類似している。他の表から（へ）続くかどうかを問わず、ヘッダ部分に「列車番号、種別、始発駅名・時刻、行先駅名・着時刻」が掲載されているのが特徴。無料化後も基本的な体裁に変更は無いが南海線・空港線（和歌山港線）、高野線、泉北高速線の表に編成両数欄が追加された（他線は全列車2両編成のため省略）。2扉車の場合は白抜きで表示される。高野線の観光列車「天空」については記載されていない。1988年創刊。2005年までの間は有料（A5判）で通常は南海線と高野線で数か月ほどの差で別々に改正を実施していたため、「後で改正された方」の改正時に発売されていた。1988年創刊以前は優等列車のみ掲載された（掲載駅も主要駅のみ）冊子型時刻表が無料配布されていた。2005年版以前は阪堺線については各起終点および我孫子道の発車時刻を掲載。バス路線については南海バス（ウイング南部、ウイング金岡も含む）についてはリムジンバス・高速バスのみ掲載（ただし、初期の頃は南海線・高野線・泉北線の各駅発着のバスの時刻のみ掲載されていた）。南海りんかんバスと和歌山バス（那賀も含む）は南海電鉄の接続駅（和歌山駅除く）の時刻のみ掲載していた。無料配布化後は掲載されていない。貴志川線については2005年版までは南海の路線であったので掲載されていた。和歌山電鐵移管後は掲載されていない。2017年8月改正現在ではPDF版の時刻表（冊子時刻表）が同社ウェブサイトにて公開されている。

##### 京阪時刻表
発行者は京阪電気鉄道。500円、B5判。守口市 - 寝屋川信号所間の複々線化に伴うダイヤ改正を収録した1980年に創刊。2007年版は小規模な改定であったこともあり初めて京阪バス（京都バスなど系列会社も含む）時刻表が掲載されず、価格が400円であった。長年独自フォーマットであったが、2008年版はJTBパブリッシングが編集協力となっているためJTB時刻表と類似した体裁になっている（上記の『京急電車時刻表』が交通新聞社発行に変更した際にJR時刻表と類似した体裁となったのと同様の事例である）。JTB時刻表に倣い急行以上の種別の列車は太字で表示され、また特急・快速急行の時刻右端部分の掛け線は太線となっている（他の列車の場合は掛け線は通常の細線）。2007年版と2006年版の京阪線時刻表部分の差は京阪線・鴨東線時刻表の下にあった広告がなくなった分文字が拡大されたことと、支線部分の段組が変わったことくらいである。2008年版については支線区は京阪線の表の下に掲載されるようになっている。なお2007年版までは京阪線・鴨東線、京津線、石山坂本線は東海道本線（JR京都線・琵琶湖線）に合わせてそれぞれ、京都方面、浜大津方面、石山寺方面が上りとなっているため「上り」→「下り」の順に掲載されており、一方、交野線・宇治線は京阪線に向かう方が上りとなるため「下り」→「上り」の順に掲載されていた。2008年版からは全て「上り」→「下り」の順である。基本的には京阪線の改定時に合わせて発行されるため大津線、京福電気鉄道、叡山電鉄のみ改定の場合は発行されない場合もある（例：2008年1月の京都市営地下鉄東西線太秦天神川延伸に伴う大津線ダイヤ改定時には冊子型時刻表を発行していない。ただし、大津線の一部駅で折りたたみ式のポケット時刻表（全駅全列車掲載）を無料配布している）。1997年の大津線のダイヤ改正時には京阪時刻表の別冊として無料配布されている。また京阪線の正月ダイヤや叡電・嵐電の季節ダイヤに関しては掲載されない。以前のものには車両編成表が掲載されていたが、2007年版では省略されたが、2008年版では再度掲載した。京阪系列の京福電気鉄道（嵐電）、叡電の時刻も掲載（いずれも全列車掲載）されているが、京福電鉄についてはえちぜん鉄道に営業譲渡する前は福井地区の時刻も掲載されていた。当初は他社線扱いで主要駅のみ掲載だったが、叡電は1989年版（鴨東線開業）より全駅全列車掲載になり、嵐電も2000年版から全駅全列車掲載に変更され、2008年版より本編に組み込まれている。2003年版までは接続駅におけるJR線の時刻（京橋駅、東福寺駅、西大津駅（後の大津京駅）、石山駅）が掲載されていた（2006年版は当時JRのダイヤ改正が未発表だったために割愛された）。2006年版では近鉄丹波橋駅、大阪モノレール（門真市駅）の時刻表や京阪線各駅のバスの時刻表（京阪バス、京阪宇治交通（現在は京阪バスに合併）、京阪宇治バス（現：京都京阪バス）、京都バス、江若交通）、大阪水上バス（アクアライナー）、琵琶湖汽船の時刻表が掲載されるなど京阪グループのエリアを完全に網羅した内容であった。2008年版では2006年版以前のものから「路線バス」を除いたものが復活した。1993年度版頃までは京阪特急のみを掲載していたページもあった。2011年は京阪線のダイヤ変更が行われたが、冊子時刻表の販売数が減少傾向にあることから発売されず、京阪電鉄のウェブサイトからのPDFファイルによる無料ダウンロード形式にして代替していたが、2020年4月をもって掲載を終了した。掲載順は京阪・中之島・鴨東＜交野→宇治→男山ケーブル＞→京津・京都市東西＜石山坂本＞→叡電＜嵐電＞。

##### 阪急ニュースLinea ダイヤ改正臨時号
発行者は阪急電鉄。無料、タブロイド判。2000年以降は阪急ニュース『Linea』のダイヤ改正臨時号を発行する形で全列車時刻表を無料配布しており、それぞれ神戸線版、宝塚線・能勢電鉄版、京都線版がある。配布形式が「広報紙の臨時号」という方式であるため改正前後でないと入手は難しい。また年末年始の終夜運転を行うときも毎年『Linea』増刊号として無料配布を行っている。サイズも通常のTokk/Linea同様のタブロイド判となっており3路線とも表紙込み12ページであるため、京都線版だけは文字が小さい。Tokk/Lineaの他の号同様にカラー印刷である。紙面の関係上能勢電鉄の土曜ダイヤは省略されている。また神戸高速線内は阪急からの直通列車だけ掲載され、地下鉄堺筋線内の時刻は掲載されていない。阪急電鉄では1998年まで有料の時刻表冊子を発行しており、1979年から発行されていた『Maroon Book』は発車時刻表形式の冊子、1980年代後半以降1998年までは通常の列車時刻表形式での『阪急電鉄時刻表&地図（Dia Map Hankyu）』『阪急電鉄時刻表』が発行されていた。『Dia Map Hankyu』の頃の地図は、主要駅駅前の一部分のみならず沿線ほぼ全域の地図が掲載されていたのが特徴である。収録範囲は有料冊子時代と広報紙の臨時号となった現在とではあまり変わらないが、有料冊子時代は能勢電鉄の時刻表は川西能勢口などの発車時刻表程度だった点が異なる。また「山陽電鉄からの直通列車」は阪急線内の時刻でさえ神戸線の表上には掲載されておらず、三宮などの発車時刻表で推測する方式であった。

##### 西鉄電車時刻表
発行者は西日本鉄道。310円、B6判。西鉄では1950年代から1988年まで、鉄軌道線のほかバス路線も掲載した『西鉄時刻表』を毎月発売していた。福岡、北九州、筑豊、筑後の4分冊に分けられており、中でも福岡編は1000ページ近くあり、1987年頃でも140円と格安であった。1991年3月27日の大牟田線ダイヤ改正時よりA6判、210円で発売。創刊以来、北九州線を除いた電車各路線と接続する他社線として福岡市営地下鉄天神、天神南、貝塚、薬院駅の発車時刻表も掲載していた。1993年8月28日のダイヤ改正版から価格が310円となり、A5判に拡大され沿線案内やグラビアページも充実した。1997年9月27日のダイヤ改正時からB6判が定着し、価格も250円となる。2001年1月改正版より価格が210円に値下げされ、沿線案内等の企画ページが削られ簡素な仕様となる。2008年の改正時は巻頭に車両紹介のページが設けられていたが、2010年3月27日改正版より価格が300円に値上げされ、沿線案内や車両紹介もなくなった。2014年3月改正版からは再度310円に値上げされた。時刻表としては珍しく、駅売店や書店では一切発売されず、駅事務室ならびに窓口のみでの発売であった。天神大牟田線の改正時のみ発売されるため、発行後に宮地岳線（現：貝塚線）のダイヤ改正が行われた場合には別冊の冊子を挟み込んで販売する。そのため2006年5月の宮地岳線としての最後の改正が掲載された冊子型時刻表は存在せず、2006年5月以降に購入した場合は宮地岳線のみ掲載された別冊の冊子が付属していた。2007年4月1日の宮地岳線部分廃止以降は当時の在庫は全て回収され、貝塚線の時刻表は部分廃止後に別途無料配布された。掲載順は本線全駅（太宰府線全駅・甘木線主要駅含む）→甘木線全駅→貝塚線全駅。2017年8月26日のダイヤ改正以降は発売中止となった。なお、西鉄では天神大牟田線、太宰府線の縮小版ダイヤグラムを時刻表として無料配布していたが、2021年3月13日のダイヤ改正からは、それまで無料配布していた縮小版ダイヤグラムを『西鉄電車時刻表 天神大牟田線ダイヤグラム』として有料化し1万部限定、税込み200円で発売。これに伴い、それまで非掲載であった甘木線のダイヤグラムも掲載されるようになった。2022年8月28日改正分より税込300円に値上げ。

##### 市バス・地下鉄時刻表
発行者は名古屋市交通局。700円、A4判。地下鉄全駅、市バス全系統（ゆとりーとライン含む）の主要バス停留所の発車時刻表を1冊にした本。タイトル通りにバスがメインの時刻表であり、バス時刻表が300ページ弱あるのに対して、地下鉄時刻表は50ページほど。定期券売り場や駅事務所などで発売される。2006年4月発行までのサイズはB5版横であった。それ以前は概ね年1回発行であったが、2006年4月の発行後は、2007年4月と2008年4月に市バスのダイヤ改正、2007年6月の名鉄改正時には上飯田線の改正が行われたが、本時刻表は発行されず、2011年3月の桜通線徳重延伸時の発行まで5年間空いていた。名古屋市交通局では、2006年版では大きな変更がなかったことと、7000部の作成に対し4359部しか販売できなかったことを理由としたが、今後も大規模な変更時には販売を検討するとしていた。

##### 千葉モノレール時刻表
発行者は千葉都市モノレール。200円、20cm×10cm。過去に2004年の3月と10月の2回発売され、価格は150円。Vol. 2までは『タウンライナー時刻表』と称していた。その後しばらく改正は無く、vol.3は2007年3月改正時に発売の予定であったが、誤植があったため一旦回収され発売が遅れた。2008年改正時の時刻表は発売されなかった。モノレール時刻表の他に、沿線案内、主要駅案内図、他社線連絡時刻表、営業案内などがあるという、私鉄の時刻表ではごく一般的な構成である。印刷はプリペイドカード類の印刷を本業とする山口証券印刷が行っている。

##### しなの鉄道時刻表
発行者はしなの鉄道。50円、A6判。しなの鉄道線全線（直通している篠ノ井 - 長野間含む）と長野新幹線（当時）、しなの鉄道と接続する他社線（長野で接続する各線含む。JR、長野電鉄、上田電鉄、JRバス碓氷線）の時刻が掲載されている。JR線はしなの鉄道との接続駅発着の列車のみ掲載。沿線施設のクーポン券付き。

##### つくばエクスプレス 時刻表&沿線マップ
発行者は首都圏新都市鉄道。B5判。無料配布開始は2008年3月（2007年10月改正版）。時刻表や営業案内のほか、沿線マップや駅構内施設も掲載されている。普通が快速・区間快速と接続する時間は黄色地に塗られている。全ページカラー印刷。今までダイヤ改正時期に発行されたことは1度もなく、毎回改正の数ヶ月後に発行されている。つくばエクスプレスでは開業時に1回冊子型の時刻表（新書版）が配布されたことがあるが沿線案内や営業案内等は同様の外観の別冊子で配布しており、こちらは「時刻表のみの冊子」である。それ以降のダイヤ改正時は折りたたみ式の全線時刻表を配布している（こちらはダイヤ改正時期に合わせて発行される）。

##### 新京成電鉄時刻表
発行者は新京成電鉄。A6判。2003年改正時より無料配布化。ただし、新京成電鉄時刻表として有料時刻表を発売したのは1994、1996年の2回のみで、さらにそれ以前は折りたたみ式の全線時刻表を無料配布していた。なお、vol. 4では京成千葉線直通開始にともない、京成千葉線の時刻も掲載されるようになった（直通時間帯以外も含む）。2007年12月改正分、2009年2月改正分の冊子時刻表は発行されていない。2025年4月1日に新京成電鉄が京成電鉄へ合併されたため、新京成電鉄時刻表も発行終了となった。なお、新京成電鉄時代より線内のSKショップ（駅売店）では京成時刻表を発売していた。

##### 北総線時刻表
発行者は北総鉄道。A5変形判。Vol. 5より若干幅が広がった（10→12cm）。ただし、vol. 5は誤植が多かったため、いったん訂正表を挟み込んだ状態で配布し後に訂正済のものを配布した。訂正済版は表紙の青部分が明るい色調のものとなっていた。相鉄とともに今となっては珍しい追い抜き型時刻表であったが（当時のダイヤでは自社線内では設備のある矢切でさえ追い抜かないが、朝の京成押上線八広駅での追い抜きを反映していた）、2010年の成田スカイアクセス開業時に発行されたvol. 8では追い抜きを反映しなくなった。

##### 東葉高速線時刻表
発行者は東葉高速鉄道。A5判。東葉高速線全列車と直通列車を中心に東西線・中央緩行線の一部列車を掲載。Vol. 8では交通新聞社編集協力に変更された。サイズもA5変形から通常のA5になった。表紙の時刻表ロゴはJR時刻表と同じものを使用している。紙面も刷新され、時刻本文の「東葉快速」は赤文字で表示されるようになった。この他、停車駅案内、各主要地までの所要時分、地下鉄・首都圏路線図（東京時刻表の路線図をローカライズしたもの）が掲載されている。また営業案内ページは大幅に増加した一方、沿線案内ページが消滅した。2007年3月改正時発行のvol. 6については発行後東西線の記述に誤植（接続列車の終着駅「津田沼着」を「津田沼発」と表記）が発見されたため修正のお知らせを配布し残りは回収され、その後訂正済みのものが改めて配布された。2008年3月改正までは冊子型時刻表のほかB4サイズ1枚の全線時刻表（東西線・中央緩行線の駅は一部省略）があったが、2009年3月改正分では発行されていない。

##### 地鉄電車時刻表
発行者は富山地方鉄道。A6判。掲載範囲は鉄道線（本線、立山線、不二越・上滝線）部分のみであり、富山市内軌道線の時刻は掲載されていない。以前は「各線ごと（本線平日、本線土休日、立山線、不二越・上滝線）の折りたたみ式時刻表」の端を留めて冊子状にした特殊な形状の冊子であったが、2004年改正版から通常の冊子型時刻表となった。全駅に対して横罫が引かれること、乗換駅の接続時間については乗り換え列車の「発車時刻」ではなく「待ち時間」表記になっているのが特徴。掲載順は本→立山→不二越・上滝。

##### 地下鉄時刻表（福岡市）
発行者は福岡市交通局。12.9cm×8.9cm。かつては現在の半分くらいのサイズで発車時刻表を集めた冊子だったが、その後同じサイズのまま列車時刻表方式に変わり2004年よりサイズも変更された。なお空港線・箱崎線の時刻表については姪浜方面の時刻表はちゃんと筑肥線直通列車の終着時刻が備考欄に記載されているが福岡空港・貝塚方面の時刻表では地下鉄線内の時刻のみ掲載しており、筑肥線からの列車か姪浜始発かを判別することはできない。掲載順は空港・箱崎（平日・土休日）→七隈（平日・土休日）

##### 智頭急行の時刻表
智頭線、因美線の時刻表、新幹線乗り継ぎ早見表、運賃表と山陰本線、姫新線、山陽本線（各接続駅発着分のみ）、若桜鉄道を掲載。

##### 近江鉄道の時刻表
近江鉄道全線の時刻表、運賃表と琵琶湖線、草津線、信楽高原鉄道（各接続駅発着分のみ）を掲載。

##### アストラムラインの時刻表
アストラムラインの時刻表、運賃表を掲載。

##### ニューシャトル時刻表
発行者は埼玉新都市交通。鉄道博物館開業に伴う2007年10月改正時に発行。大宮駅 - 内宿駅間の列車はすべて丸山駅以北と以南で列車番号が変わるため列車番号欄は2段となっている。

##### 伊豆箱根鉄道（駿豆線）の時刻表
伊豆箱根鉄道では駿豆線と大雄山線が離れているため線区別に時刻表を発行している。駿豆線が「冊子形」、大雄山線が「折りたたみ式」である。

##### 市電時刻表（函館市）
発行者は函館市企業局交通部。14.6cm×10.5cm。以前は市営バスの時刻表の時刻表も掲載されており『タイムテーブル』と称していたが、市営バス路線の民間への移管に伴い市電時刻表に改題。平日及び土日祝日の全停留所の発車時刻が記載されているほか路線バスへの乗り継ぎ案内などを含めた利用案内も記載されており、主に函館市内の公共施設や市電乗車券販売所で無料配布されている。ただし、季節運行である箱館ハイカラ號の時刻は掲載されていない。発行はダイヤ改正毎であるが、2004年4月のダイヤ改正以来大きなダイヤ改正が行われていない。そのため、乗り継ぎ案内のページの内容が若干古くなっているため、利用の際は注意が必要である。

##### 高知西南地域主要公共交通時刻表
土佐くろしお鉄道を中心とし、JR四国予土線、土讃線、山陽新幹線等の時刻を記載、高知西南交通や高南観光自動車、宇和島自動車や宿毛フェリー等のバス、フェリー路線も掲載。年1回発行。

##### 筑豊電気鉄道
全線全駅の時刻に加え、車両形式も記載している。

##### 静鉄レールクラブ INFORMATION
発行者は静岡鉄道。静鉄レールクラブの加盟店ガイド（時刻表付き）という名目のものであるため書名も『静鉄レールクラブ INFORMATION』となっており、静鉄レールクラブに入会・更新した際に1部進呈された。冊子の性質上、各駅からの加盟店地図・各加盟店の特典・割引内容の案内と静岡清水線の時刻表という構成になっている。2007年限りで静鉄レールクラブは廃止されている。

##### 東京メトロの公式ウェブサイト
JTBパブリッシングが編集。公式ホームページ上において『副都心線追い抜き時刻表』と称して、副都心線の全列車および直通先である西武池袋線・西武有楽町線・東武東上本線・東急東横線・みなとみらい線の副都心線直通列車及び小竹向原で副都心線列車に接続する西武線小竹向原発着列車の一部を掲載している。また小竹向原 - 和光市間で有楽町線と供用している関係で、小竹向原駅において副都心線小竹向原以南からの列車と接続を取る有楽町線列車も掲載している。JTBのものとしては珍しく追い抜き型となっており、各列車の編成両数も表記している。各駅停車および西武線の準急は黒文字、東上本線と東急・みなとみらい線の急行および西武線の快速は青色、それ以外の種別は赤色で表記している。

##### 神戸電鉄の公式ウェブサイト
神戸電鉄においては、過去に冊子型時刻表を発行していない。

##### 東急電車全線標準時刻表
発行者はアド・東弘。廃刊。350円、変形細長。アド・東弘が発行・企画・製作。静和堂竹内印刷が印刷。余白に全形式・全番台の解説付。バス路線や東急観光も収録。待避が記載されており、追い抜き場所で入れ替わる形式。

##### 東急線電車時刻表
発行者は東急電鉄。廃刊。500円、B5判。2013年3月16日ダイヤ改正号から2016年3月26日改正号まで300円。2017年4月21日改正号のみ400円。2018年3月30日改正号以降は500円。最新号は2021年3月13日全線改正時で、「冊子時刻表について、今後の制作予定はございません」と発表され、休刊となった。2022年3月12日ダイヤ改正時は「今回のダイヤ改正では、冊子時刻表の販売はいたしません」と発表されている。監修・発行は東京急行電鉄、制作・編集は交通新聞社。

##### 東横線時刻表
発行者は東急電鉄。無料、B5判。廃刊。

##### 田園都市線大井町線時刻表
発行者は東急電鉄。廃刊。無料、B5判。2005年6月改正時以降無料配布。2006年9月改正時からJTBパブリッシングが編集していた。有料だった頃はA5変形判であり、無料化後以降B5判となった。準急・急行・通勤特急・特急は太字で記載されている。他社線ではみなとみらい線・東京メトロ副都心線・東武東上線・西武有楽町線・西武池袋線・東京メトロ半蔵門線・東京メトロ南北線・都営三田線の時刻表が掲載されているが、みなとみらい線以外の地下鉄・他社各線は直通列車のみの掲載となっている。特定の路線沿線のおすすめスポットが掲載された「沿線散策ガイド」が特徴的である。東急の場合は各路線ごとに独立性の高いダイヤを組んでいるため、JTBパブリッシングが編集する前は完全に各線別のページ構成だった。また各線ごとに単独で改正を行う場合もあり、過去には『東急東横線時刻表』『東急田園都市線時刻表』など改正線区のみの時刻表が発行されたことや改正線区の別冊を挟み込んで販売したこともある。土曜ダイヤ・休日ダイヤ→土休日ダイヤへの移行時期が各線ごとに異なっていたなどの事情もあり、発売時期によって平日・土休日ごとに全路線が順に掲載される場合と各路線別に平日・土休日（平日・土曜・休日）を纏めて掲載する場合とがあった。こどもの国線はJTB編集になる前は「発車時刻表のみ掲載」であったが、JTB編集になってからは通常の列車時刻表スタイルとなっている。近年は一部路線のみ改正の場合でも『東急電車時刻表』として発行されてきたが、2007年8月の東横線ダイヤ改正では久しぶりに『東横線時刻表』として改正線区のみの時刻表が発行された。『東横線時刻表』の掲載線区は有料冊子の頃は東横線のみであったが、2007年8月発行分は通常の『東急電車時刻表』の東横線部分の差し替え版イメージで作成されており、東横線・みなとみらい線、東急多摩川線、池上線、こどもの国線が掲載されている。2008年6月の目黒線日吉延長を控えていた関係からか、2008年3月の田園都市線・大井町線改正の時刻表も『田園都市線大井町線時刻表』として発行された。こちらも『東急電車時刻表』の田園都市線部分の差し替えイメージで作成されているが、こどもの国線も今回の改正対象であるため当然掲載されている。ただし『東急電車時刻表』では東横線のページに掲載されているため、こどもの国線時刻表を独立させた形で掲載している。2009年は6月全線改正の後、7月の大井町線溝の口延伸に伴う改正があるため、6月改正前に発行され、7月以降時点で有効な時刻表の前に6月 - 7月までの田園都市線、大井町線の時刻表が掲載される形を取った。掲載順は（平日・土休日とも）東横線・みなとみらい線・東京メトロ副都心線・東武東上線・西武有楽町線・西武池袋線直通列車＜東急多摩川線→池上線→こどもの国線＞→田園都市線・東京メトロ半蔵門線直通列車＜大井町線＞→目黒線・東京メトロ南北線直通列車・都営三田線直通列車＜世田谷線＞。かつては東横線・田園都市線のうち緩急接続や通過待ちがある駅（鷺沼・自由が丘等）で、該当列車の時刻をクロスさせて（急行は1行左に移り、各停がその分右に移る）、視覚的に到着時刻が早い列車を判別できる表示方法を採用していた。2012年3月17日のダイヤ改正に際しては携帯電話・ウェブの普及で需要が減ったとして発行を見送ったが、2013年改正以後は有料化されて復活した。その際に、交通新聞社編集に切り替わった。

##### 都営地下鉄時刻表
発行者は東京都交通局。廃刊。1987年 - 1990年代までの間に数回発行された。1987年創刊時以降しばらくは協和企画発行であったが、1992年版は八峰出版発行に変更された。1992年版を最後に現在は発行されていない。

##### Subring 営団地下鉄時刻表
発行者は営団地下鉄。廃刊。1988年6月の有楽町線新富町 - 新木場開業時に1回だけ発行され、それ以降は発行されていない。主要駅の発車時刻表と営団全線の列車時刻表などで構成される。弘済出版社編集協力。

##### 阪神電車時刻表
発行者は阪神電気鉄道。廃刊。1988年、1991年、1996年の過去3回発売された。時刻表はもちろんのこと主要形式の形式図、諸元や編成表や全線の配線図（車庫含む）まで掲載されておりダイヤグラムが付録に付いた号まであるなど、数ある私鉄時刻表の中で最も鉄道趣味人向けの内容が多い。なお、最後の発行となった1996年発行分では関西大手私鉄の時刻表では唯一、列車時刻を追い抜き型で掲載されていた。1996年発行分を最後に、全線収録の冊子は発行されておらず、また阪急のように広報紙で全線時刻表を配布するようなことも行われていない。発刊当時は直通特急運行開始前であるが、阪急とは異なり山陽からの直通列車（当時の直通区間は大石まで）も阪神に直通するものに限り掲載されていた。ただし、2009年3月の阪神なんば線開業時には、「SEASIDE EXPRESS EAST WEST」として、三宮 - 大阪難波 - 近鉄奈良の近鉄直通快速急行および梅田 - 高速神戸 - 山陽姫路の山陽直通特急とを一纏めにした時刻表が近鉄・山陽電気鉄道との3社共同共で発行・無料配布された。